# Sergey Aleksandrovich Yesenin
Sergey Yesenin (tiếng Nga: Сергей Есенин ; 03 tháng 10 năm 1895 - 28 tháng 12 năm 1925) là một thi sĩ, ngâm sĩ và ca sĩ tân lãng mạn Nga.

## Lịch sử
Sergey Aleksandrovich Yesenin (tiếng Nga: Сергей Александрович Есенин / Xê(rư)-gê(i) A-lếch-xan(đơ)-rơ-ví(chơ) Di-ê-xê-nhin) quán tại thôn Konstantinovo (tả ngạn sông Oka), huyện Ryazansky, tỉnh Ryazan, Đế quốc Nga (nay là quận Yesenino, huyện Ryazansky, tỉnh Ryazan, Liên bang Nga) trong một gia đình thuần nông sùng đạo.

### Thơ ấu

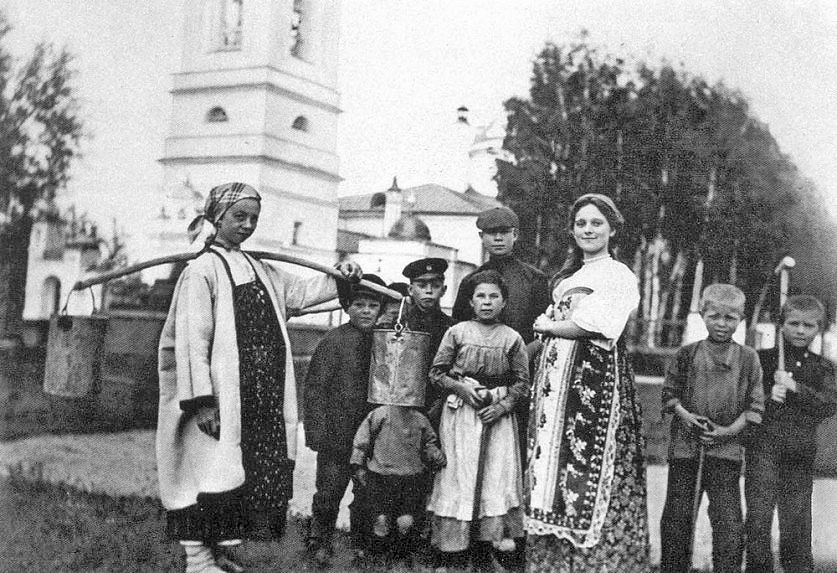
Với gia đình ở quê năm 1909, ảnh do ông nội thực hiện.

Cậu bé Seryozha Yesenin là con thứ ba và trai trưởng, do hai người trước cậu yểu mệnh. Năm 16 tuổi, bà Tatyana bị gả ép cho ông Aleksandr, người mà bà không chút yêu thương, lại có thói gia trưởng khắc nghiệt. Ở giai đoạn cuối sự nghiệp, Sergey Yesenin đạt tới đỉnh vinh hiển khi khắc họa hình tượng người mẹ ngóng con trai về nhà và luôn khổ tâm vì con, nhưng thực tế thuở ấu thơ, cậu bé Seryozha Yesenin lại chẳng có chút ý niệm gì về tình mẫu tử hay cuộc sống gia đình, có lẽ đấy là lí do tạo nên con người Sergey Yesenin du đãng về sau. Theo hồi ức em gái Yekaterina: "Sergey chẳng bao giờ về thăm cha mẹ, thậm chí đã quen coi mình là con côi. Đôi khi anh thấy áy náy và tủi thân chả khác gì con côi thật. Bà nhận nuôi anh chẳng qua vì không ưa con dâu, muốn tách anh khỏi những xung đột [gia đình]" (Сергей, не видя матери и отца, привык считать себя сиротою, а подчас ему было обидней и больнее, чем настоящему сироте. Бабушка часто кормила его потихоньку от снох, на всякий случай, чтобы не вызвать неприятности).
Thuở nhỏ, do nhà nghèo, đông con, lại thường xảy ra cãi vã, cậu bé Seryozha được gửi sang ở cùng ông bà nội - những con người rất mực mộ đạo và đam mê văn hóa cổ truyền. Bà nội đã truyền cho Seryozha cảm hứng vô tận về kho tàng truyện cổ cũng như các làn điệu trữ tình dân gian; trong khi ông nội vốn là người khái tính và có niềm đam mê đặc biệt với kỹ nghệ tân kì, ông truyền cho cậu bé thói háo hức đứng trước ống kính nhiếp ảnh và cả sở thích đi xe hơi, mặc dù cậu được tiếp xúc thứ phương tiện giao thông này khá trễ.
Tuy vậy, sự thiếu tình thương phụ mẫu đã tác động mãnh liệt đến tâm hồn tính cách Seryozha mãi tới cuối đời. Cái cảm giác cô quạnh, bất an đi liền sự liều lĩnh giả tạo thường bộc lộ qua thói hung bạo và lắm khi tự tin tới mức ngạo mạn. Nhưng điều khá may, trong thôn, cậu bé Seryozha được kể là đứa ngoan hiền, ưa mộng tưởng, thường bị cuốn theo những việc nhà nông bình dị, và đấy chính là chất ươm mầm những vần thơ đầu đời.
Sergey Yesenin bắt đầu sáng tác từ năm 9 tuổi. Chỉ không đầy ba năm sau, cái tên Sergey Yesenin đã trở nên nức tiếng khắp miền quê nghèo Ryazan. Tuy nhiên, hứng thú phiêu lưu khiến cậu không đành chôn chân mãi tại quê nhà.
Năm 1904, Seryozha theo học trường đồng ấu Konstantinovsky gần nhà. Năm 1909, cậu vào trung học đệ nhị cấp thuộc giáo hạt Spas-Klepiki. Địa chỉ này ngày nay được trưng dụng làm bảo tàng S. A. Yesenin vùng Ryazan. Đến tháng 8 năm 1912, Seryozha Yesenin được gia đình cho phép theo cha đi Moskva (bấy giờ là trung tâm văn hóa - giáo dục lớn nhất khu vực Trung Nga) làm công ở hiệu thịt Krylov (nay trở thành bảo tàng S. A. Yesenin vùng Moskva). Ít lâu sau Seryozha bất hòa với cha khi ông Aleksandr lên tiếng phản đối con kiếm sống bằng thơ. Cậu bỏ hiệu thịt đi xin vị trí sửa chính tả ở xưởng in Ivan Sytin. Tại đây, cậu làm quen hiệu đính viên Anna Izryadnova, mà về sau cô thừa nhận thấy ấn tượng với mái tóc vàng óng uốn xoăn.
Đầu năm 1914, Sergey kết hôn Anna, đến cuối năm thì có con đầu lòng Yury. Năm này, Sergey Yesenin ghi danh khóa tu nghiệp sinh trường Shanyavsky - một đại học công lập nhỏ ở Moskva, ban sử-triết, nhưng chỉ theo chừng năm rưỡi thì bỏ vì vẫn canh cánh nỗi niềm văn nghệ. Cũng thời gian này, Yesenin thường giao lưu và là thành viên không chính thức của phái Surikov - một đảng văn nghệ gồm những tác gia xuất thân nông thôn và thích thi pháp bình dân. Nhìn chung, trước năm 1914 chỉ là giai đoạn tìm hướng sáng tác xuất bản của Sergey Yesenin, thi pháp ông bấy giờ còn non dại và chưa thành hình.

### Nông thôn mới (1914-7)

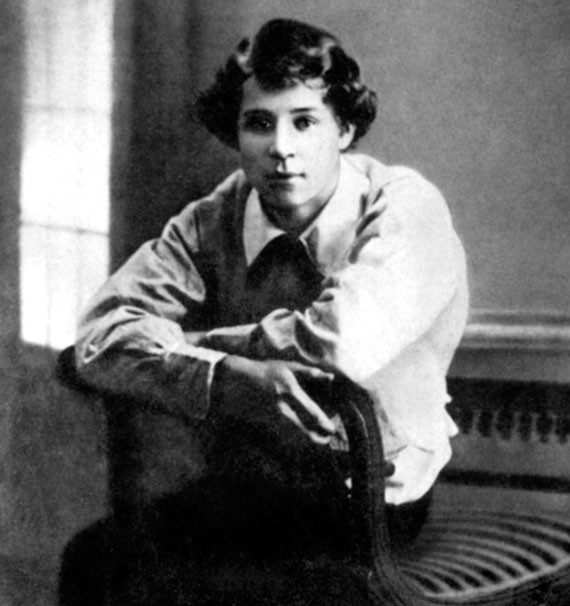
Sergey Yesenin khi mới tới Petrograd.

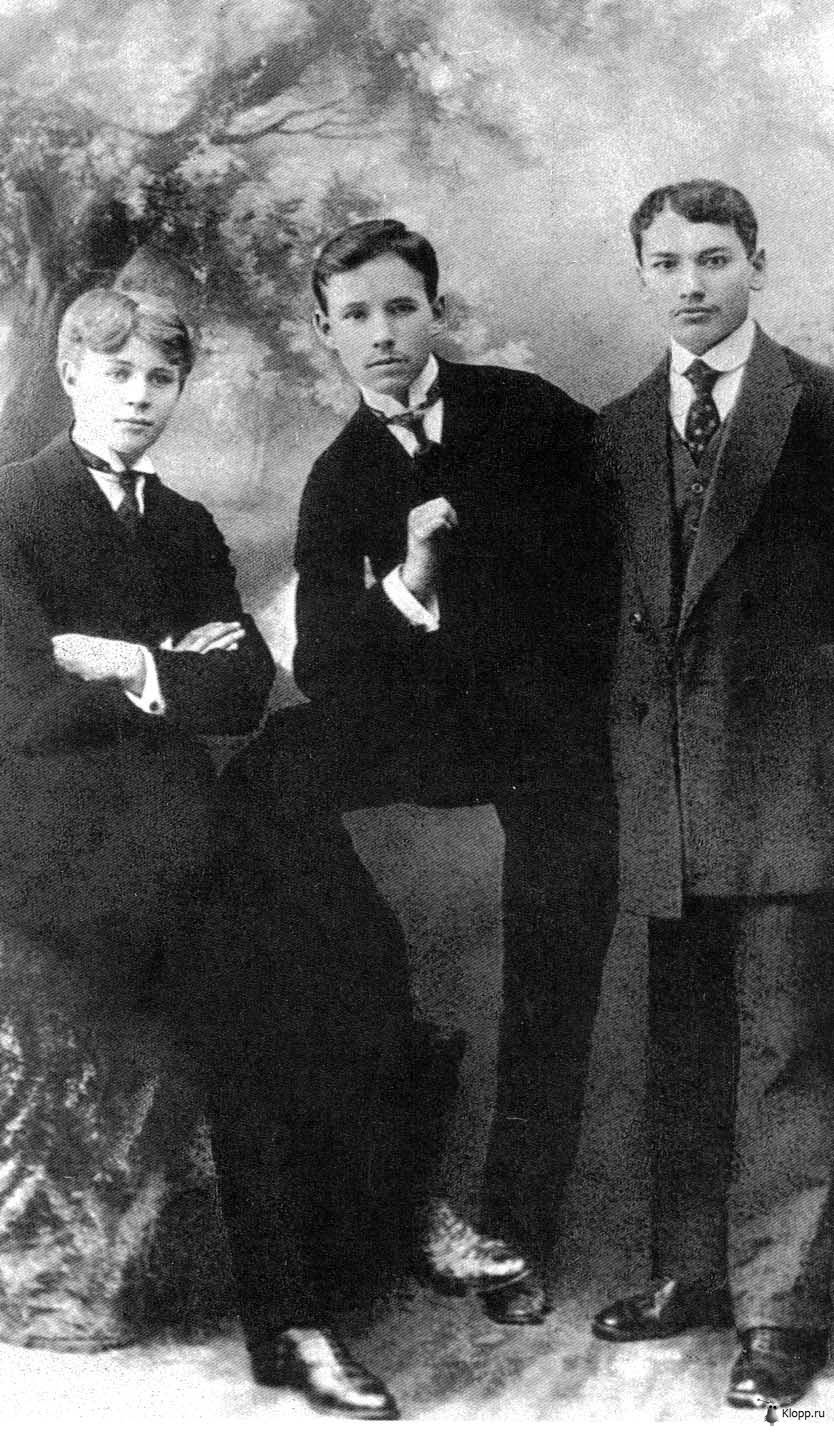
Yesenin với bạn văn năm 1914.

Năm 1914, thi phẩm Bạch dương (Береза) của Sergey Yesenin được tạp chí thiếu nhi Đoàn Thể Nhỏ chọn đăng, anh kí bút danh Ariston (Аристон). Thành công nho nhỏ này khiến Sergey Yesenin không hài lòng, và theo hồi tưởng của những người thân cận, Yesenin không muốn chôn chân mãi ở môi trường văn học tù đọng như Moskva nên quyết định đi Petrograd - kinh đô và cũng là nơi đang diễn ra các trào lưu văn nghệ rất sôi động, mà hơn cả là giúp các tác gia tiếp cận sâu hơn với văn nghệ Tây Âu-Bắc Mỹ.
Năm 1915, với hành trang tối thiểu là mớ bản thảo lem nhem gồm những sáng tác ngẫu hững bấy lâu, Sergey Yesenin đáp tàu hỏa đi Petrograd - bấy giờ đang rất căng thẳng trước tình hình thế chiến. Tại chân trời văn học mới, Yesenin tìm cách tới được nhà thi hào Aleksandr Blok - đương thời là tác gia có ảnh hưởng nhất trên văn đàn Petrograd. Tại đây, anh có cơ hội trình bản thảo và ngâm vài bài cho Blok nghe. Mặc dù cố ý không biểu lộ cảm xúc để Yesenin khỏi tự mãn, thậm chí còn buông vài câu tỏ vẻ giễu cợt và coi khinh khả năng sáng tác cũng như cảm thụ của tác gia trẻ, Blok dùng uy tín riêng đưa anh vào văn đàn Petrograd, kết nối Yesenin với các yếu nhân Sergey Gorodetsky, Nikolay Klyuev và Andrey Bely. Chỉ trong thời gian ngắn tới mức khó tin, Sergey Yesenin được ngồi chung bàn với hầu hết nhân vật trọng yếu của không chỉ văn học Petrograd và cả nước Nga, đặc biệt Fyodor Shchekoldin - phê bình gia, và cũng là quan chức cao cấp trong ngành văn nghệ Nga, có ảnh hưởng nhất định đối với các đạo dụ văn nghệ của sa hoàng Nikolay.
Dù vậy, ở giai đoạn sáng tác thứ nhì này, Sergey Yesenin ít được các bạn văn chú ý về tài năng, thậm chí theo hồi tưởng, đã có nhiều ẩu đả giữa Yesenin với một số người ngay tại buổi tụ tập văn chương chỉ vì anh cảm thấy bị họ xúc phạm và khinh bỉ. Cũng thông qua các cuộc tụ tập văn chương, Sergey Yesenin làm quen và có quan hệ tình cảm vừa phải với nữ kí giả văn nghệ Zoya Bukharova - thường được giới nghiên cứu coi là nhân vật chính thức đầu tiên lên tiếng công nhận khả năng sáng tác của Yesenin. Nhìn chung, thi pháp Yesenin thời này đã đầy đặn hơn, các trứ tác cho thấy nỗ lực trau dồi và gia công thay vì tùy cảm hứng như trước. Trong một số bài báo sau này, Yesenin thổ lộ rằng, Bely cho anh hiểu ý nghĩa các cấu trúc thơ trong khi Blok và Klyuev dạy anh thể hiện chất trữ tình.
Tháng 1 năm 1916, Sergey Yesenin được gọi tham chiến. Mặc dù được các y sĩ đảm trách khám tuyển đánh giá là thể lực sung mãn, nhưng anh không phải trực tiếp chiến đấu. Nhờ những nỗ lực của bạn bè, đặc biệt Nikolay Klyuev, Yesenin nhận một mẩu giấy có dòng chữ "... với sự cấp phép cao nhất" (с высочайшего соизволения). Qua ảnh hưởng của "quốc sư - thân sĩ" Grigory Rasputin, đích thân hoàng hậu Aleksandra điều Yesenin về phục vụ Tàu quân y Hoàng Thôn số 143 cấp bậc binh nhì, đồng nghĩa Sergey Yesenin thuộc biên chế Trung đoàn Hoàng Thôn có nhiệm vụ bảo vệ các yếu nhân hoàng tộc và tướng lĩnh sĩ quan cao cấp. Theo lời kể của nhiều binh sĩ từng phục vụ Trung đoàn Hoàng Thôn, binh nhì Sergey Sanich (Сергей Санич) rất ít khi phải tham gia cứu thương, mà thường anh được các chỉ huy yêu cầu ngâm thơ cho binh sĩ hoặc thương phế binh nghe để quên đau đớn mệt nhọc. Trong những thính giả ấy có cả hoàng hậu và các công chúa - những yếu nhân cũng tham gia công tác cứu thương. Trong những dịp hưu chiến, hoàng hậu Aleksandra cũng mời Sanich tới Hoàng Thôn dùng bữa và ngâm thơ cho hoàng gia thưởng thức. Theo lời kể chưa được kiểm chứng của chính Sergey Yesenin cho các binh sĩ, thì anh từng có nụ hôn nồng cháy với công chúa Anastasia tại lan can lâu đài Hoàng Thôn. Mặc dù sự kiện này thường bị giới hâm mộ thi ca Nga cho là Yesenin tự đánh bóng bản thân, nhưng có ít nhất một thi phẩm anh đăng báo thời kì này được nhận xét như là tiên tri kết cuộc của các thành viên hoàng tộc sau đó chỉ 2 năm.
| МЛАДЫМ ЦАРЕВНАМ (Tặng tiểu công chúa) «22 июля 1916 года С. А. Есенин был приглашен прочесть стихи Императрице Александре Феодоровне, Цесаревичу Алексию и Великим Княжнам в Царском Селе. Император Николай тогда находился в Ставке в городе Могилёве. Поэт преподнес Великим Княжнам свое новое стихотворение «Младым царевнам», выписав его на большом листе ватмана славянской вязью и украсив орнаментом. После революции стихотворение попало под запрет и было опубликовано лишь в 1960 в областной газете г. Куйбышева (ныне Самара)» — Н. А. Ганина | В багровом зареве закат шипуч и пенен, Берёзки белые горят в своих венцах. Приветствует мой стих младых Царевен И кротость юную в их ласковых сердцах. Где тени бледные и горестные муки, Они Тому, Кто шёл страдать за нас, Протягивают царственные руки, Благословляя их грядущей жизни час. | На ложе белом, в ярком блеске света Рыдает тот, чью жизнь хотят вернуть... И вздрагивают стены лазарета От жалости, что им сжимает грудь. Всё ближе тянет их рукой неодолимой Туда, где скорбь кладёт печать на лбу. О, помолись, Святая Магдалина, За их судьбу. |

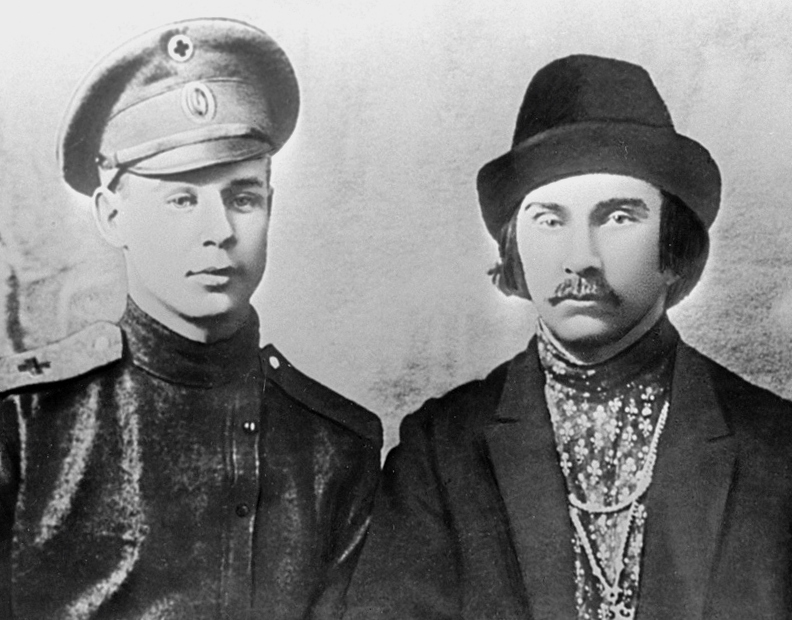
Thời quân ngũ, ngày 1 tháng 2 năm 1916, chụp cùng Nikolay Klyuev.

Cũng thời kì tại ngũ, Sergey Sanich gia nhập phái Nông Thôn Mới, tập hợp các tác gia có xu hướng cách tân văn học nông thôn, mà chủ soái chính là Nikolay Klyuev. Thi tập đầu tay Tưởng niệm (Радуница) khiến Sergey Yesenin bống chốc nổi danh khắp thủ đô Petrograd, đồng thời giúp anh trở thành yếu nhân của phái Nông thôn mới. Tuy vậy, do quỹ thời gian hầu hết vẫn ở chiến địa nên sáng tác của Yesenin thời này không nhiều và có tính chất nóng vội, ít chau chuốt bằng trước, nhiều câu bộc lộ rõ sự dung tục. Thi pháp "nông thôn mới" của Sergey Yesenin được giới phê bình cho là đã qua thời đỉnh thịnh.
Ở giai đoạn cuối cuộc chiến, Yesenin duy trì quan hệ thân thiết với Leonid Kannegisser, chiến sĩ cùng trung đoàn và cũng là nhà hoạt động cách mạng bí mật. Thông qua bạn văn và đồng ngũ, Yesenin bắt đầu nghe phong thanh về trào lưu cách mạng sắp tới, nhất là sau vụ ám sát quốc sư Grigory Rasputin. Khi Cách mạng Tháng Hai nổ ra và hoàng gia bị đảng cách mạng tạm giam, Trung đoàn Hoàng Thôn tuy thất sủng nhưng vẫn là một trong những đơn vị chiến đấu kiên cường nhất. Các thi phẩm thời kì này cho thấy, Sergey Yesenin nuôi hi vọng rằng cách mạng đem lại cuộc sống khởi sắc hơn trên tổ quốc.
Nhưng quãng từ tháng Hai đến tháng Mười, mọi kì vọng dần tắt trước thời sự mỗi lúc một động loạn. Khi Cách mạng Tháng Mười xảy ra, Sergey Yesenin ngả theo phe Bolshevik trong hàng ngũ quân nhân thời kì ngắn. Sau đó ông hoàn toàn thất vọng về phương thức tiến hành đấu tranh cách mạng của họ, bèn gửi gắm vào thi phẩm Tháng Mười giờ đây đã khác (Теперь октябрь не тот). Về căn bản, từ lúc này, Sergey Yesenin đã chán phong cách "nông thôn mới" nên chuyển sang chủ đề "vỡ mộng", hay đúng hơn, ông bước đầu sáng tác loại thơ tượng trưng cho sự bế tắc chán chường của cuộc sống - một phong cách tương đối phổ biến trong giới văn nghệ Tây phương thập niên 1920.

### Ý tượng (1918-24)

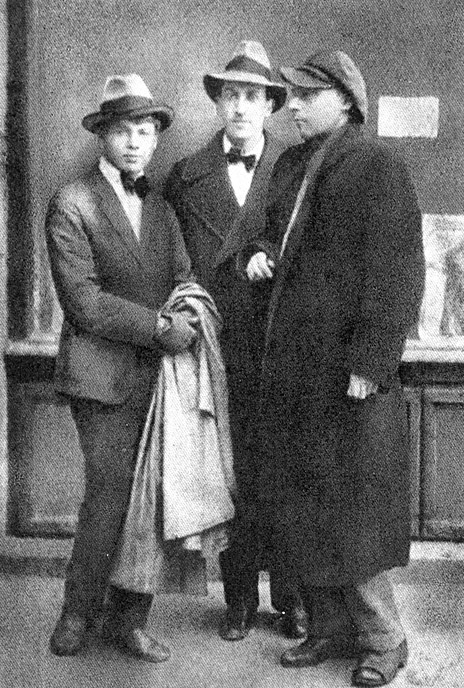
Với nhóm Ý Tượng năm 1920.

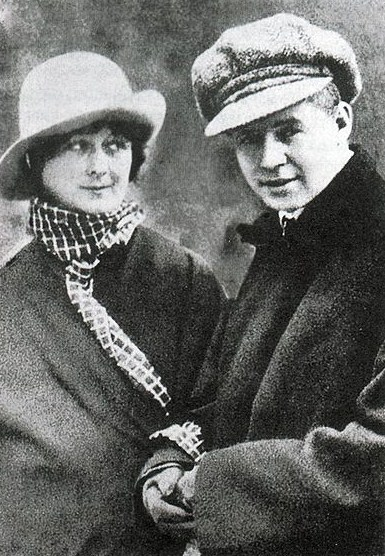
Yesenin và Duncan năm 1922.

Năm 1918, do diễn biến Petrograd rất phức tạp với sự can thiệp của liên quân ủng hộ Romanov, Sergey Yesenin rời cố đô này về tân đô Moskva - bấy giờ do phái Bolshevik kiểm soát. Tháng 9 cùng năm, ông lập một thư quán đặt là Thư ấn xã Ngôn luận [của] [Giới] văn nghệ cần lao Moskva (Издательство «Московская трудовая артель художников слова») cho hợp xu thế chính trị đương thời. Thư quán hoạt động cầm chừng và không mấy tín hiệu tích cực do khả năng điều hành của Sergey Yesenin rất kém, mà chủ yếu do thi sĩ thường xuyên chìm trong men rượu và ưa gây gổ với vô số bận bị Cheka cũng như sở dân vệ tạm giam.
Dù không mặn mà gì với chính thể mới nhưng trong các phỏng vấn và phóng sự báo chí, Sergey Yesenin vẫn nhất mực tán thành Cách mạng Tháng Mười, đảng Bolshevik và đặc biệt cá nhân Lenin. Từ thời kì này, nhân cách ông được giới nghiên cứu hậu hiện đại cho rằng sa sút thê thảm do mất hết quan hệ bạn bè cũ và cả phương hướng sáng tác. Để bù lại những đắng cay ấy, Sergey Yesenin sa vào những mối tình ngắn ngủi và chóng chán, nhưng nhờ thế mà đây cũng là giai đoạn để lại số lượng thi phẩm lớn nhất của ông, thường là đề tặng cô nào đó. Quãng 1918-20 có tới 5 thi tập của Yesenin được ấn hành, đưa tên tuổi ông vươn ra ngoại biên Nga để bước đầu được công chúng văn nghệ Tây Âu tiếp nhận.
Năm 1921, Sergey Yesenin giải thể nhà in, theo một số bạn văn sang Trung Á du ngoạn và tránh chiến sự, có không ít lần cũng ghé thăm nhà. Các sáng tác của ông những ngày này thường cố ý kết nối với nhóm thi phẩm Đông phương của Aleksandr Pushkin cả về thể tài và thi pháp. Cũng giai đoạn này, văn đàn Moskva thường vô cùng khoái chí vì những cuộc đấu ngâm thơ giữa Sergey Yesenin và Vladimir Mayakovsky với hai trường phái hoàn toàn khác biệt. Ngoài đời, họ cũng dành cho nhau tình cảm nghệ sĩ rất đặc biệt, bản thân Sergey Yesenin không ít lần ca tụng Mayakovsky là bạn văn kiêm "đối thủ" lớn nhất của mình.
Mùa thu năm 1921, ở xưởng vẽ của họa sĩ Zhorzh Yakulov thành Tiflis, Sergey Yesenin làm quen vũ sư Isadora Duncan, một phụ nữ lai Pháp-Mỹ hơn ông 17 tuổi và không rành Nga ngữ. Hai tâm hồn cô độc bất ngờ tìm được tiếng nói chung và bắt đầu công khai hẹn hò. Tháng 4 năm 1922, Sergey Yesenin quyết định theo Duncan rời tổ quốc Soviet ra hải ngoại sống đời kiều dân với hi vọng khám phá chân trời văn học mới. Theo một số nguồn tin chưa được kiểm chứng, để tránh bị chính quyền Soviet ngờ vực có liên đới các đảng bảo hoàng, Yesenin xin xuất cảnh với tư cách phóng viên thường trú hải ngoại của một tờ báo nội địa. Tuy nhiên, theo các tài liệu liên quan, Yesenin và Duncan phải đăng kí kết hôn để có hộ chiếu theo đúng thủ tục xuất nhập cảnh, ông khai họ kép để thành Sergey Aleksandrovich Yesenin-Duncan. Ngày 2 tháng 5 cùng năm, Yesenin làm đám cưới với Duncan theo nghi thức Công giáo, dù ông vẫn là con chiên Chính Thống. Hôn lễ chỉ có 12 vũ sinh của Duncan dự.
Nhờ tài danh và cả tài chính dồi dào của người vợ mới, Yesenin được du lịch khắp Đức, Bỉ, Pháp, Ý và còn có thời gian khá dài lưu trú tại New York. Duncan có vai trò vừa như mẹ vừa là người tình chăm chút tình cảm vốn dĩ yếu đuối của thi sĩ. Tuy nhiên, do tình hình văn học Tây phương giai đoạn hậu chiến này cũng không mấy xán lạn, Sergey Yesenin chẳng tìm được danh vọng và cơ hội thể hiện văn tài như khi còn ở hải nội. Ông hoàn toàn nhiễm chứng nghiện rượu không thể cai được, bản thân chẳng hiếm khi lâm tình trạng mất kiểm soát và rối loạn tâm thần tới mức phải nhập viện. Có lúc ông buông câu "Âu châu - cặn bã" (Европа — мразь). Hình ảnh Sergey Yesenin trên mặt báo Tây phương chẳng hề có thi ca mà toàn tin đập phá khách sạn hoặc gây gổ ở tửu điếm. Nhưng tin xấu về Yesenin tất nhiên sớm bay về cố quốc - nơi còn chút thiện cảm với thi tài ông. Trong một giai đoạn bế tắc nghiêm trọng tới mức suýt tự tử, Yesenin nhận được thư nhà. Nhờ thế, ông bỗng qua cơn hoảng loạn rồi xuất thần sáng tác liền hai thi phẩm Thư mẹ gửi (Письмо от матери) và Thư gửi mẹ (Письмо к матери), mà về sau được đưa vào các giáo khoa thư và đánh giá là đệ nhất kiệt tác trong đời thơ Yesenin.
Những chuyến lưu diễn đằng đẵng của Duncan thường khiến Yesenin cảm thấy bị bỏ rơi trong căn phòng khách sạn hạng sang mà vắng vẻ, do đó, càng kích thích ông thêm phần nhớ nhà và muốn dứt bỏ mối tình chẳng lấy gì làm khắng khít này. Tháng 8 năm 1923, Sergey Yesenin thừa lúc Duncan bận đi diễn để trốn về Moskva, hai tuần sau gửi đăng trên báo mẩu tin đơn phương từ hôn Isadora Duncan. Mặc dù chưa xong việc, nhưng Duncan vẫn đáp lại bằng một phỏng vấn báo chí chớp nhoáng, rằng bà không chấp nhận tuyên bố này. Vì thế, khi hay tin ông mất, Duncan mặc nhiên xưng là vợ chính thức và duy nhất của Yesenin.
Sau khi hoàn toàn dứt bỏ Isadora Duncan, Sergey Yesenin sáng tác thưa hẳn. Ông thường gây ra những vụ ẩu đả ở tửu điểm và dính vào các mối tình lăng nhăng, gồm cả ngoại tình. So với các giai đoạn trước, trứ tác Sergey Yesenin mất hẳn phẩm chất sáng tạo nghiêm túc, thường bị giới phê bình cho là "những vần thơ điên loạn", thi pháp được đánh giá là chất chứa những bi quan và suy kiệt.
Năm 1924, cùng với Ivan Gruzinov, Yesenin đăng báo một tuyên bố giải thể nhóm Ý Tượng, nguyên cớ được nêu là bất đồng quan điểm với Anatoly Marienhof.

### Cuối đời

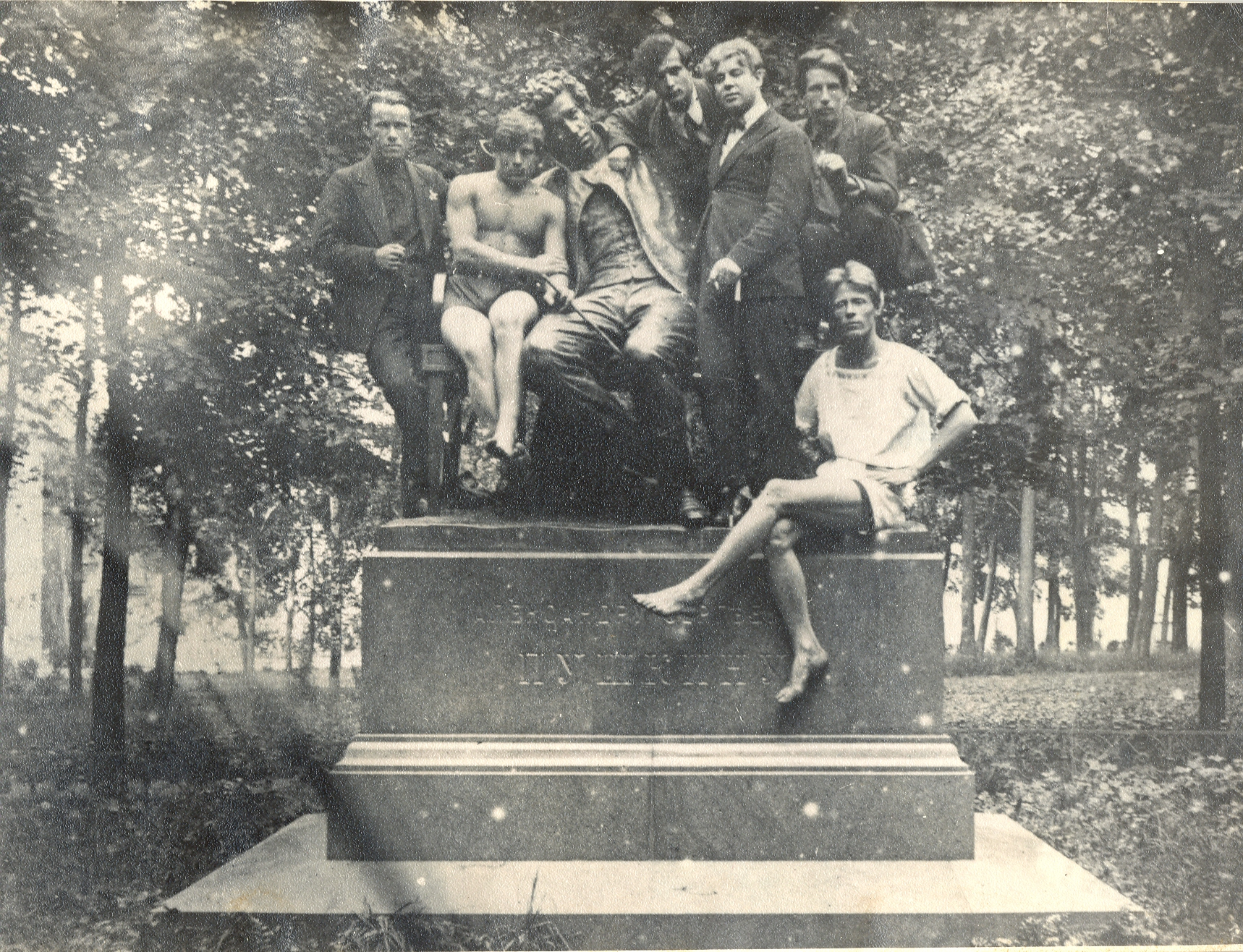
Cùng bạn văn bên tượng Pushkin tại Hoàng Thôn năm 1924.

Giai đoạn cuối đời tiếp tục là chuỗi ngày dài lê la tửu điếm và bị tòa án gửi trát triệu tập với cáo buộc côn đồ, ăn chơi trác táng phản xã hội của Yesenin. Thậm chí, theo nhiều tài liệu giải mật ngay từ thời hậu Stalin, chính phủ Liên Xô cũng tỏ ra âu lo về thực trạng tâm lý và sức khỏe Sergey Yesenin.
Trong một bức thư Khristian Rakovsky gửi Feliks Dzerzhinsky ngày 25 tháng 10 năm 1925, quan chức này yêu cầu "cứu mạng thi sĩ Yesenin - người chắc chắn là tài hoa nhất Liên Bang chúng ta" (спасти жизнь известного поэта Есенина — несомненно самого талантливого в нашем Союзе), còn đề nghị cơ quan hữu trách phái nhân viên dân vệ dùng võ lực trị thói ngông cuồng lêu lổng và an trí ông ở y viện dưới sự giám sát của nhân viên an ninh để không dám đụng rượu nữa. Đáp lại, Dzerzhinsky đánh điện cho cục trưởng dân vệ V. D. Gerson hỏi cách giải quyết, vị này chỉ đáp giản đơn "không lùng được Yesenin chỗ nào" (Звонил неоднократно — найти Есенина не мог).
Ngày 18 tháng 9 năm 1925, Sergey Yesenin cưới Sofya Tolstaya - cháu nội văn hào Lev Tolstoy. Trong khả năng hết sức có thể, bà tìm cách trấn an những cơn động kinh của Yesenin, thường nhật thu nhặt thủ bản và gia công hiệu đính cho ông. Trong cuộc hôn nhân rất ngắn này, Sofya có vai trò vừa là bạn đời vừa là bệ đỡ cho những sáng tác ngày một khó nhọc của Yesenin. Có lần, bà phải tìm cách giúp ông nằm viện điều trị chứng rối loạn tâm thần một tháng liền. Tuy nhiên, rốt cuộc sự nhẫn nại của Sofya Tolstaya cũng kiệt, hai người sớm bước vào giai đoạn li thân. Sự kiện này sau được chính Sofya thừa nhận là giọt nước tràn ly.
Sau lễ Giáng Sinh, tức hôm 28 tháng 12 năm 1925 tại khách sạn Angleterre (Leningrad), khi ghé thăm Sergey Yesenin, vợ chồng kí giả Georgy Ustinov phát hiện thi sĩ đã chết trong tư thế treo cổ trên ống sưởi, cổ tay còn vết cắt rỉ máu. Trên bàn có bức thơ tuyệt mệnh Thôi chào nhé, bạn ơi, chào nhé (До свиданья, друг мой, до свиданья) do ông ghi bằng dòng máu đó.

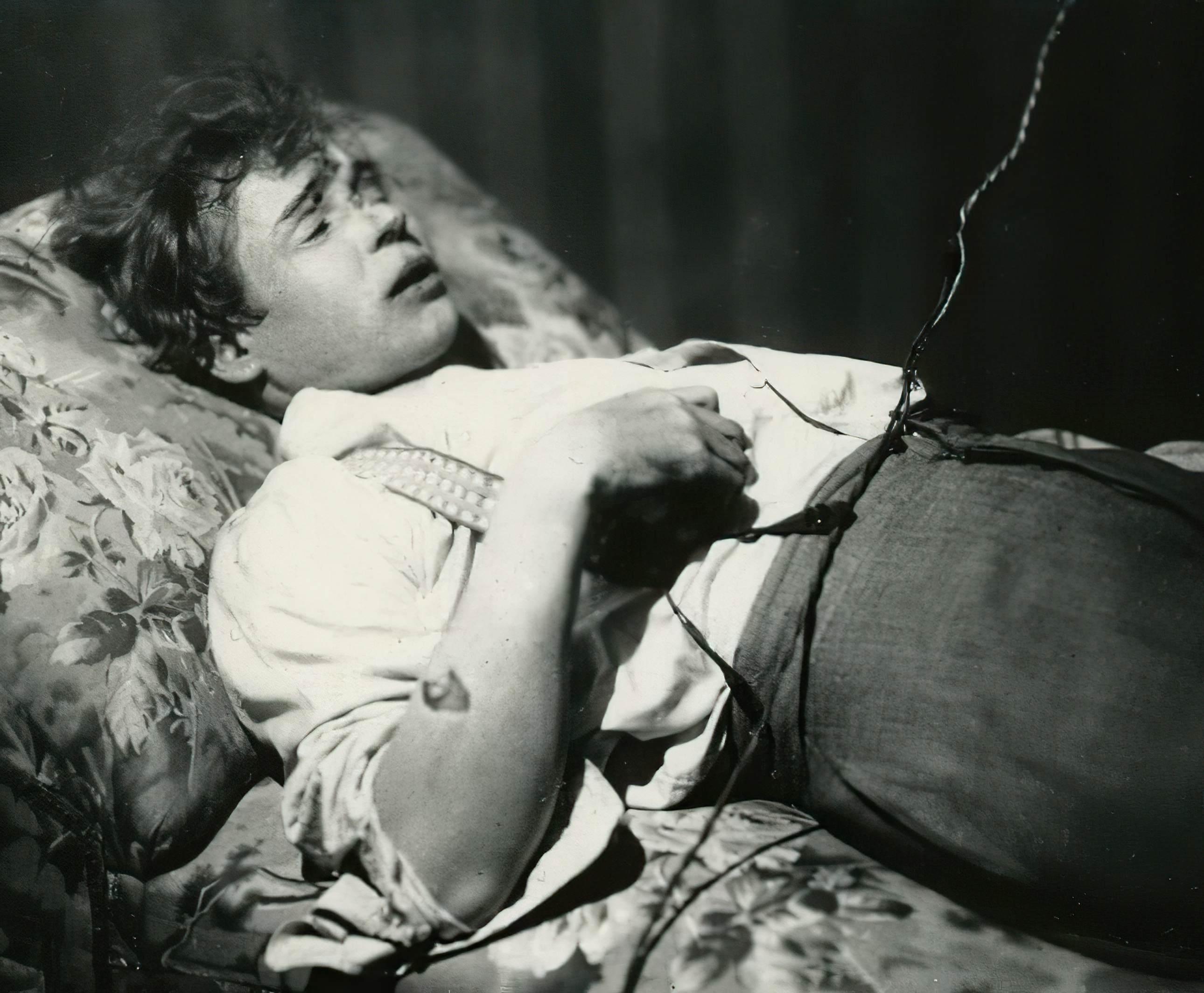
Thi thể Sergey Yesenin lúc rời ống sưởi. Nhân viên pháp y lỡ gây vết xước trên mắt trái, chi tiết này sau được dệt thành nhiều giả thuyết về khoảnh khắc cuối đời ông.

| Nguyên tác bài Vĩnh biệt : До свиданья, друг мой, до свиданья. Милый мой, ты у меня в груди. Предназначенное расставанье Обещает встречу впереди. До свиданья, друг мой, без руки, без слова, Не грусти и не печаль бровей, - В этой жизни умирать не ново, Но и жить, конечно, не новей. | Dịch phẩm của Anh Ngọc: Thôi chào nhé, bạn ơi, chào nhé. Bạn thân yêu, tôi mang bạn giữa lòng. Cuộc chia li tự bao giờ định sẵn Hẹn một ngày tái ngộ chờ mong. Thôi chào nhé, bạn ơi, không một lời bịn rịn, Bạn thân yêu, xin bạn đừng buồn, - Trên đời này chết là điều chẳng mới, Nhưng sống, thật tình, chẳng mới hơn. |

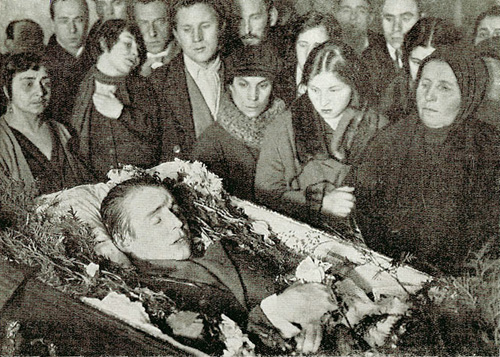
Lễ viếng Sergey Yesenin tại nhà thông tin Moskva, góc phải là mẹ Tatyana và em Yekaterina.

Theo kết quả khám nghiệm công bố ngay trong hôm 29, Sergey Yesenin tự tử do tình trạng trầm cảm kéo dài. Mặc dù có nhiều nghi vấn về công tác điều tra dường như chỉ đại khái để giấu điều gì hoặc bối cảnh hiện trường thấy nhiều điểm giống như bị làm lệch, thậm chí có một số giai thoại và câu vè xuất hiện từ sớm trong dân gian xung quanh những phút cuối đời thi sĩ, nhưng nhìn chung đến thập niên 2020, các chuyên gia nghiên cứu truyện kí giới văn nghệ đều tán thành kết luận năm 1925 của nhà pháp y A. G. Gilyarevsky.
Cũng vì thế, cho đến thập niên 2020, cái chết của Sergey Yesenin không được bất kì cơ quan hữu trách nào lập án kiện. Như vậy, tương tự trường hợp Aleksandr Pushkin trước đó gần một thế kỷ, cái chết của Sergey Yesenin chỉ tồn tại trên mặt báo mà không hề có văn bản pháp lí nào. Cái chết của ông trở thành chủ đề tranh cãi phổ biến trong dân gian suốt thời Soviet. Có nhiều tác phẩm văn nghệ cũng được dựng như là cách củng cố thêm giả thuyết và chứng lí về sự kiện này.
Tang lễ Sergey Yesenin được cử hành trọng thể tại trụ sở Liên hiệp Thi ca Leningrad ngay hôm 28, sau đó thi hài ông lại lên một chuyến hỏa xa đặc biệt đi gấp về Moskva hôm 29. Tại nhà thông tin thành phố, Sergey Yesenin được đặt trong áo quan để gia đình, bằng hữu cùng khách vãng lai tới viếng. Trong số tình nhân chỉ có Isadora Duncan vì ở quá xa không kịp tới dự. Thập niên 1920, đây là sự kiện được đánh giá lớn thứ nhì chỉ sau tang lễ lĩnh tụ Lenin.
Từ ngày 31 tháng 12 năm 1925, Sergey Yesenin vĩnh viễn yên nghỉ tại nghĩa trang Vagankovo.

## Gia thế

### Gia đình
- Cha: Aleksandr Nikitich Yesenin (1873 - 1931)
- Mẹ: Tatyana Fyodorovna Titova (1875 - 1955)
- Em trai (cùng cha khác mẹ) : Aleksandr Ivanovich Razgulyaev[17] (1902 - 1961)
- Em gái: Yekaterina (1905 - 1977), Aleksandra (1911 - 1981)

### Hôn nhân

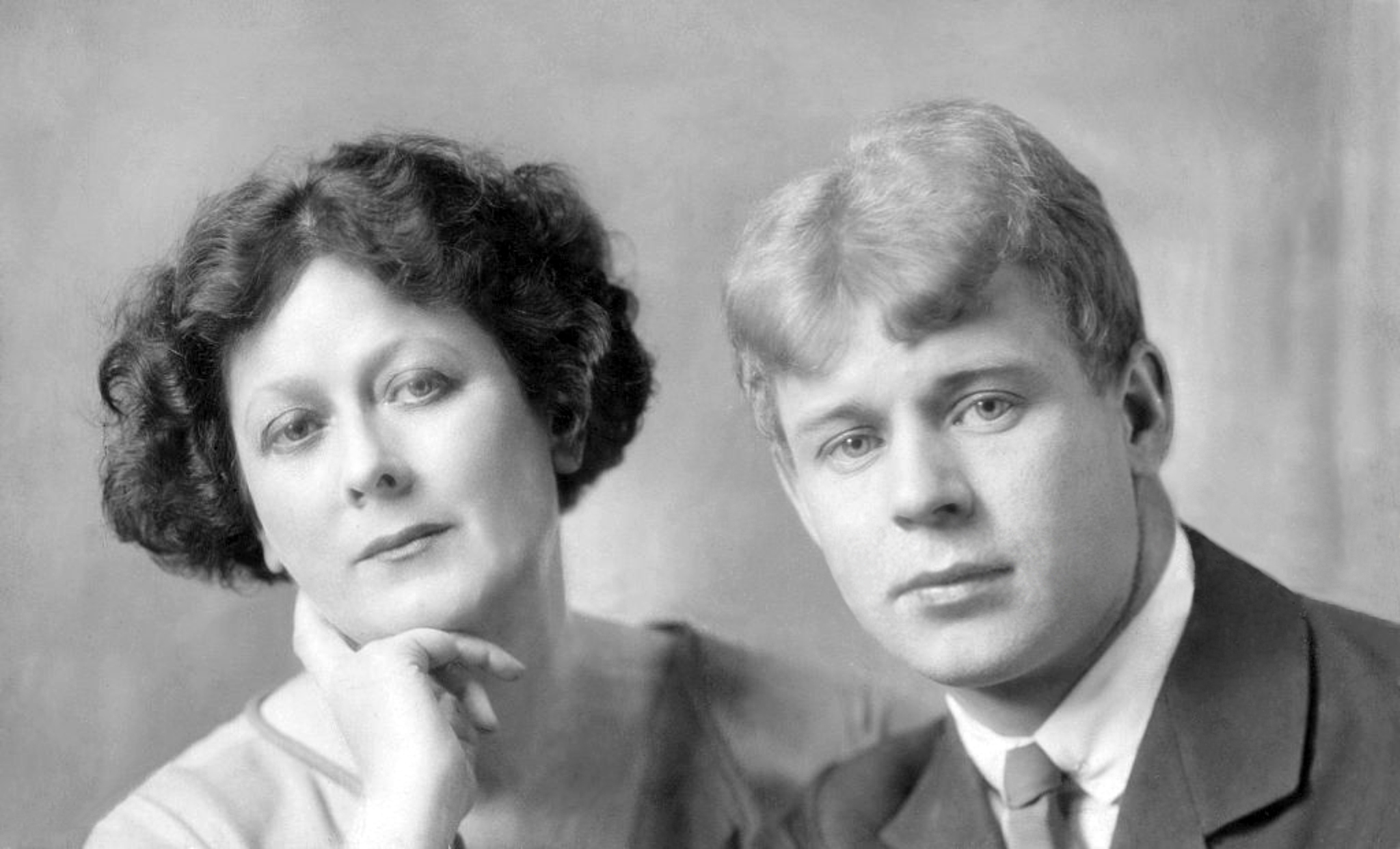
Bức ảnh cuối cùng năm 1923 với Isadora Duncan.

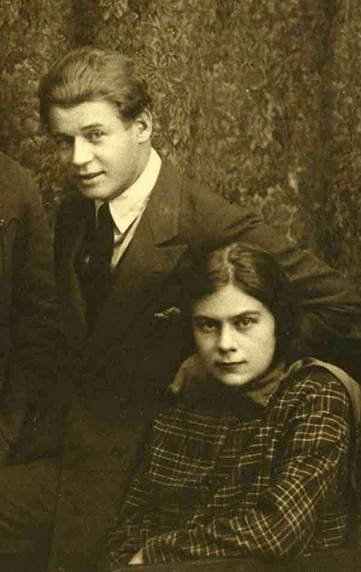
Ảnh kỉ niệm đính hôn Sofya Tolstaya.

Đời Sergey Yesenin gắn với vô số bê bối tình ái mà hệ quả là nhiều đứa con không cha trên giấy tờ pháp lí. Ông chỉ kết hôn chính thức 3 lần:
- Năm 1913 với Anna Romanovna Izryadnova[18] (1891 - 1946), hiệu đính viên xưởng in. Quan hệ này rất ngắn và không để lại tư liệu. Họ có một con trai tên Yury, mất tại gulag năm 1937 do lao lực.
- Giai đoạn 1922-3 với vũ sư Isadora Ducan[19], việc hủy hôn chưa được pháp luật công nhận[20].
- Ngày 18 tháng 9 đến tháng 12 năm 1925 với Sofya Tolstaya[21] (1900 - 1907).

Ngoài ra là số lượng khó thống kê tình nhân, đa số lớn tuổi hơn Sergey Yesenin:
- Năm 1909 với Lidya Ivanovna Kashina (1886 - 1937) : Mối tình đầu, hơn Yesenin 10 tuổi. Lidya sống tại Moskva cùng chồng và hai con, thường về điền trang Konstantinovo nghỉ hè, lén qua lại với Sergey những hôm cưỡi ngựa qua đồng. Việc này sớm bị bà Tatyana Fyodorovna phát hiện và quở Sergey, tuy nhiên mối quan hệ còn kéo dài tới năm 1917. Lidya Kashina là nguyên mẫu thi phẩm Bạch dương xanh[22] (Зеленая береза) và hình tượng Anna Snegina trong sử thi cùng tên.
- Năm 1915 với kí giả Zoya Dmitryevna Bukharova (1876 - 1941).
- Năm 1915 với thi sĩ Lyubov Nikitichna Yershova (1884 - 1934), nàng thơ Lyubov' Stolitsa[23] (Любовь Столица)
- Năm 1917 với đảng viên Bolshevik Mina Lvovna Svirskaya[24] (1901 - 1978).
- Tháng 8 năm 1917 với kịch sĩ Zinaida Nikolayevna Raikh[25][26] (1894 - 1939), được con gái Tatyana và con trai Konstantin[27], Konstantin Yesenin sau là văn sĩ và bình luận viên thể thao hàng đầu Liên Xô. Năm 1921, Zinaida Raikh cưới đạo diễn sân khấu Vsevolod Meyerhold, Meyerhold nhận nuôi hai con riêng của vợ, thỉnh thoảng Yesenin vẫn ghé thăm. Suốt đời, Zinaida Raikh luôn trân trọng sự nghiệp người tình cũ[28]. Ngược lại, cho đến khi tạ thế, Yesenin giữ quan hệ khá thân tình với Vsevolod Meyerhold.
- Giai đoạn 1919-21 với thi sĩ Yekaterina Konstantinovna Eyges[29] (1890 - 1958).
- Giai đoạn 1920-5 với bí thư văn học Galina Arturovna Benislavskaya[30] - người có rung cảm đặc biệt với con người Sergey Yesenin, bất chấp bao lần bị ông phụ bạc. Ngày 3 tháng 12 năm 1926, cô tự sát trước mộ Yesenin, để lại dòng thư tuyệt mệnh nổi tiếng: "Nếu con dao này rơi cạnh mộ, nghĩa là tôi chẳng hối tiếc gì; mà tiếc, tôi đã quẳng đi rồi". Thi hài cô được chôn cất ngay cạnh thi sĩ.
- Năm 1923 với kịch sĩ Augusta Leonidovna Miklashevskaya[31][32][33] (1891 - 1977), nguyên mẫu thi phẩm Tình si[34] (Любовь хулигана).
- Năm 1924, ngoại tình với dịch giả Nadezhda Davydovna Volpin[35] (1900 - 1998). Hệ lụy mối tình này là Aleksandr Yesenin-Volpin, sau trở thành nhà toán học kiêm hoạt động chính trị đối lập lừng danh.
- Năm 1925, khi còn hôn thú với S. Tolstaya, Yesenin ngoại tình với Irina Shalyapina-Baksheyeva[36] (1900 - 1978), ái nữ danh ca Fyodor Shalyapin.

Hầu hết tác quyền Yesenin đều nằm trong tay những người tình với số lượng không hề nhỏ (bởi ông thường làm xong rồi tặng ai ông yêu) và khiến các nghiên cứu gia rất khổ công mới sưu tập được tương đối.

## Ảnh hưởng
Trong nghiệp sáng tác, Sergey Yesenin được đa số học giả coi là tác gia xuất chúng nhất về nông thôn Nga. Đương thời, ông thường gọi tổ quốc mình là Rus (Русь) - cái tên tương đồng Roma ở Tây phương về ngữ cảnh văn hiến. Cái ông ám chỉ là một nước Nga cổ xưa với các phẩm chất uy linh, hào hùng, dân dã, tục tằn mà đáng yêu, một nước Nga kính Chúa, đối lập với nước Nga hiện thời (Россия) với đầy rẫy sự nham nhở, lai căng và kém thân thiện. Pushkin cũng thường sáng tác về thôn trang, nhưng lời lẽ thường đơn sắc, thậm chí không hề thấy tinh thần phê phán như ở Yesenin.
Mặc dù có không hiếm tác phẩm công khai biếm trích chính thể Soviet mới hình thành, nhưng tựu trung trong thời toàn trị Liên Xô, trứ tác Sergey Yesenin không bị cấm đoán như nhiều bạn văn cùng thời. Ngược lại, ông được trân trọng đưa vào các giáo trình Liên bang Soviet với tư cách tác gia lớn chỉ sau Aleksandr Pushkin. Vị thế này chỉ mờ dần khi Liên bang Nga thay chế độ Soviet trên võ đài lịch sử, phần nhiều do các tác gia bị hạ thấp phẩm chất hoặc cấm mọi hình thức phổ biến hóa trong thời Soviet được dịp tăng ảnh hưởng trở lại.
Sinh thời, Yesenin đặc biệt coi trọng nhạc tính trong thơ. Cho nên các trứ tác của ông thường không chỉ gây cảm hứng dồi dào cho giới nghiên cứu, mà từ sớm đã hình thành hẳn một dòng nhạc nhẹ riêng trong không gian Soviet cũng như nước Nga hiện đại. Đồng thời, Sergeu Yesenin thuộc số ít tác gia để lại những soạn phẩm khiến người người ngâm ngợi mãi không chán, mỗi lần đọc lại đều như khám phá điều gì hết sức mới lạ.
Tại Việt Nam, có ít nhất một soạn phẩm đã được dịch dưới nhan đề 200 bài thơ và trường ca. Ngoài ra, có bản dịch rải rác của các chuyên viên Thúy Toàn, Nguyễn Viết Thắng, Hồng Thanh Quang, Vũ Thị Minh Nguyệt, Anh Ngọc, Phùng Quán, Phạm Xuân Nguyên... Nhưng cho đến nay, chưa có bất cứ công trình nghiên cứu tổng thể nào về thi pháp và đời sáng tác của Sergey Yesenin. Vì thế, công chúng văn nghệ Việt Nam thưởng chỉ biết Yesenin với danh nghĩa thi sĩ nông thôn thuần túy. Ông chỉ được đưa vào SGK Ngữ văn lớp 12 giai đoạn 1990 - 2006 với bài Thư gửi mẹ kèm dòng tiểu dẫn ngắn ngủi.

### Soạn phẩm
- Tưởng niệm (Радуница, 1916) — Thi tập
- Phong cầm (Трерядница, 1920) — Thi tập
- Thằng ngông tự thú (Исповедь хулигана, 1921) — Thi tập
- Pugachyov (Пугачёв, 1921) — Trường ca
- Tục ca (Стихи скандалиста, 1923) — Thi tập
- Tửu điếm Moskva (Москва кабацкая, 1924) — Thi tập

### Tưởng niệm
- Di cảo

Thiêm danh Sergey Yesenin
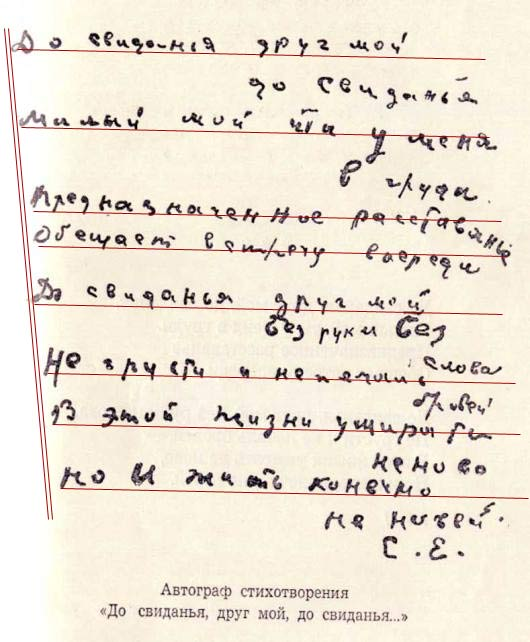
Thủ bản bài Vĩnh biệt năm 1925
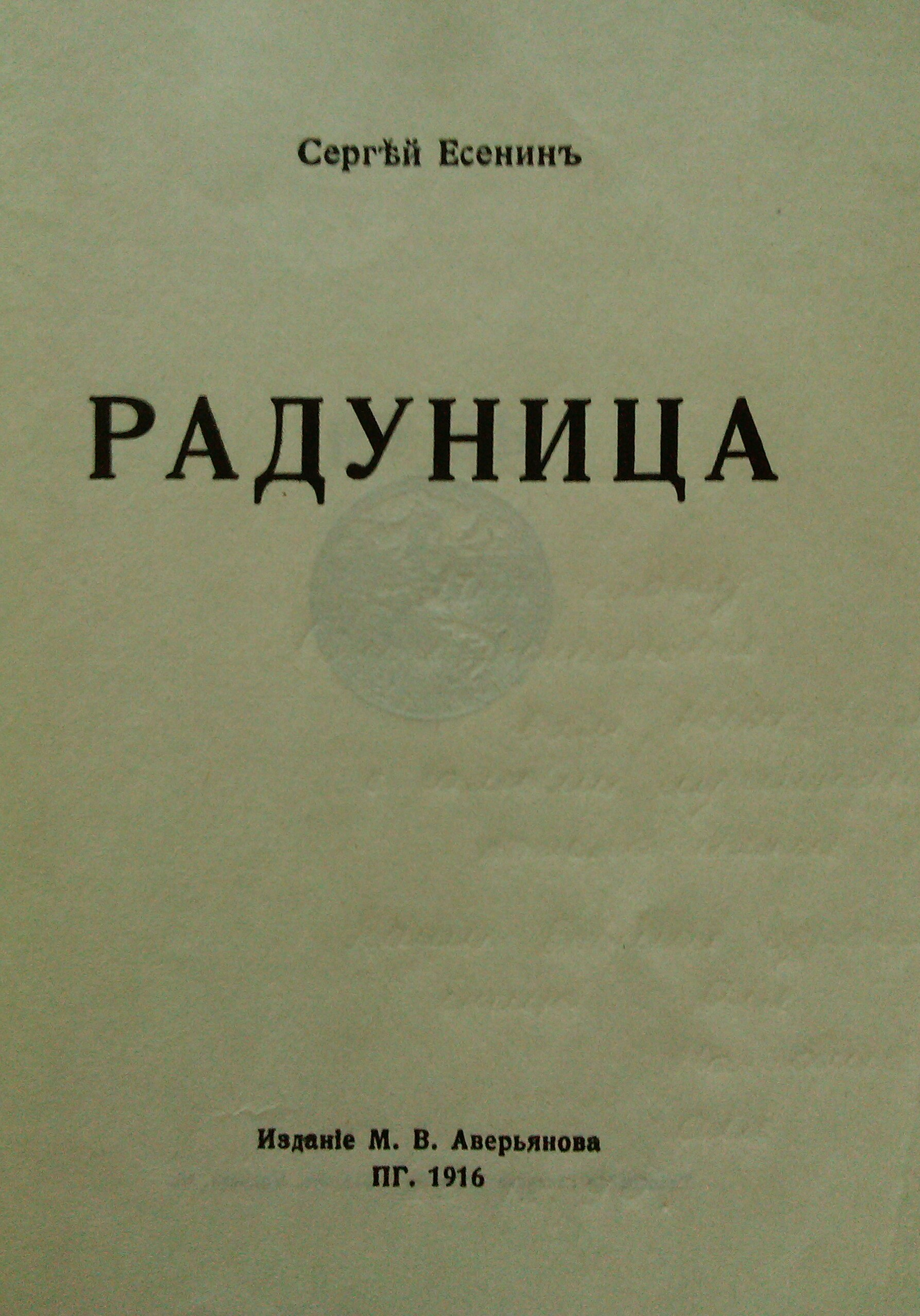
Trang kế ấn bản Tưởng niệm năm 1916
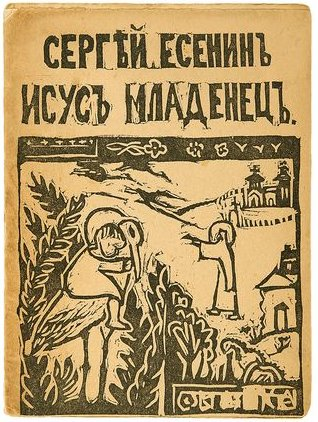
Trang bìa ấn bản năm 1918
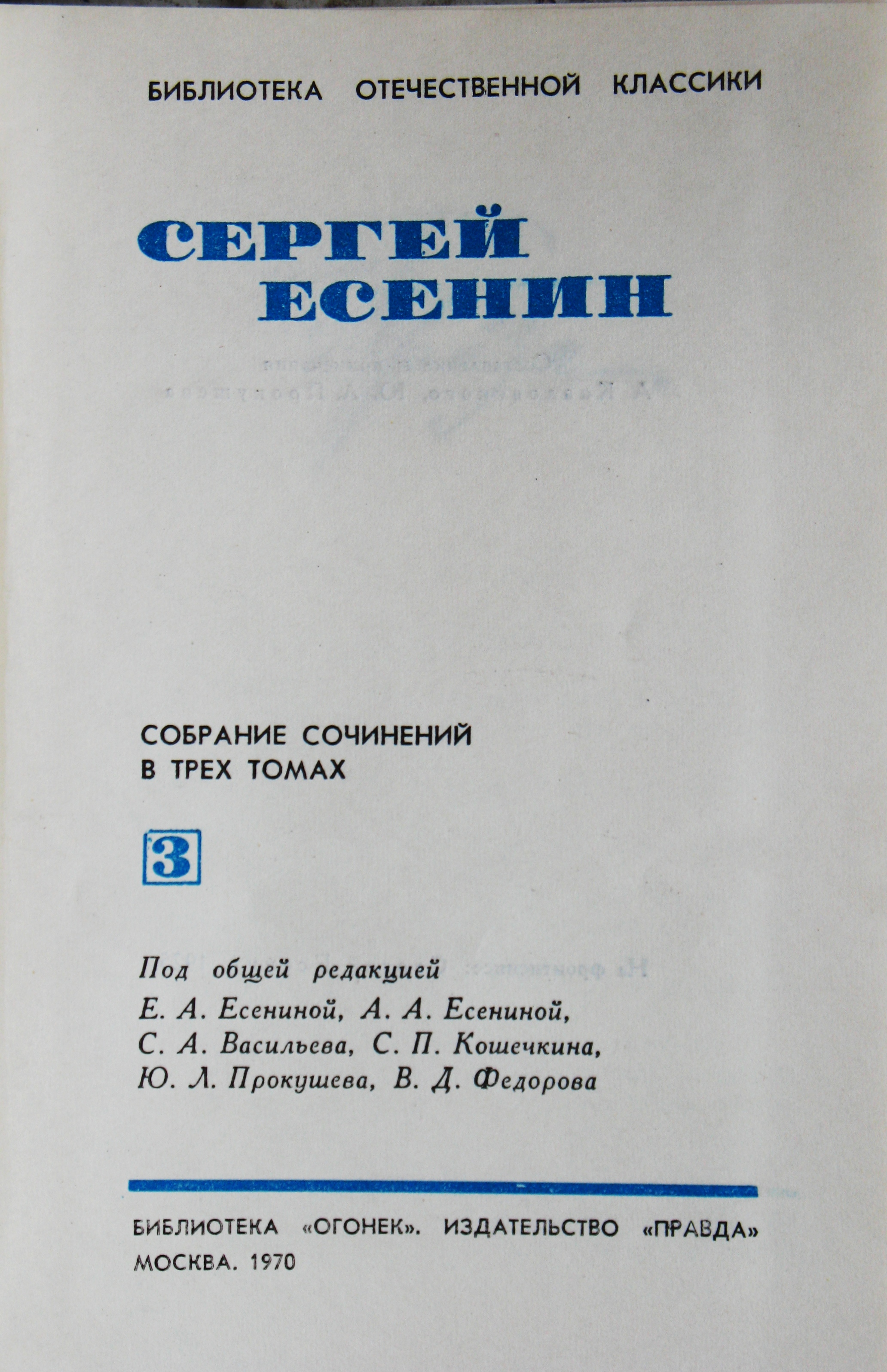
Trang kế tuyển thơ tái bản năm 1970
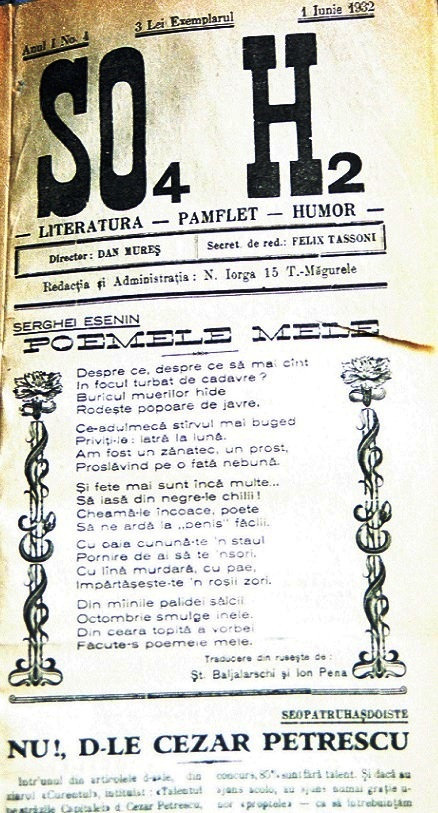
Thơ Yesenin bằng tiếng România

- Chân dung nhiếp ảnh

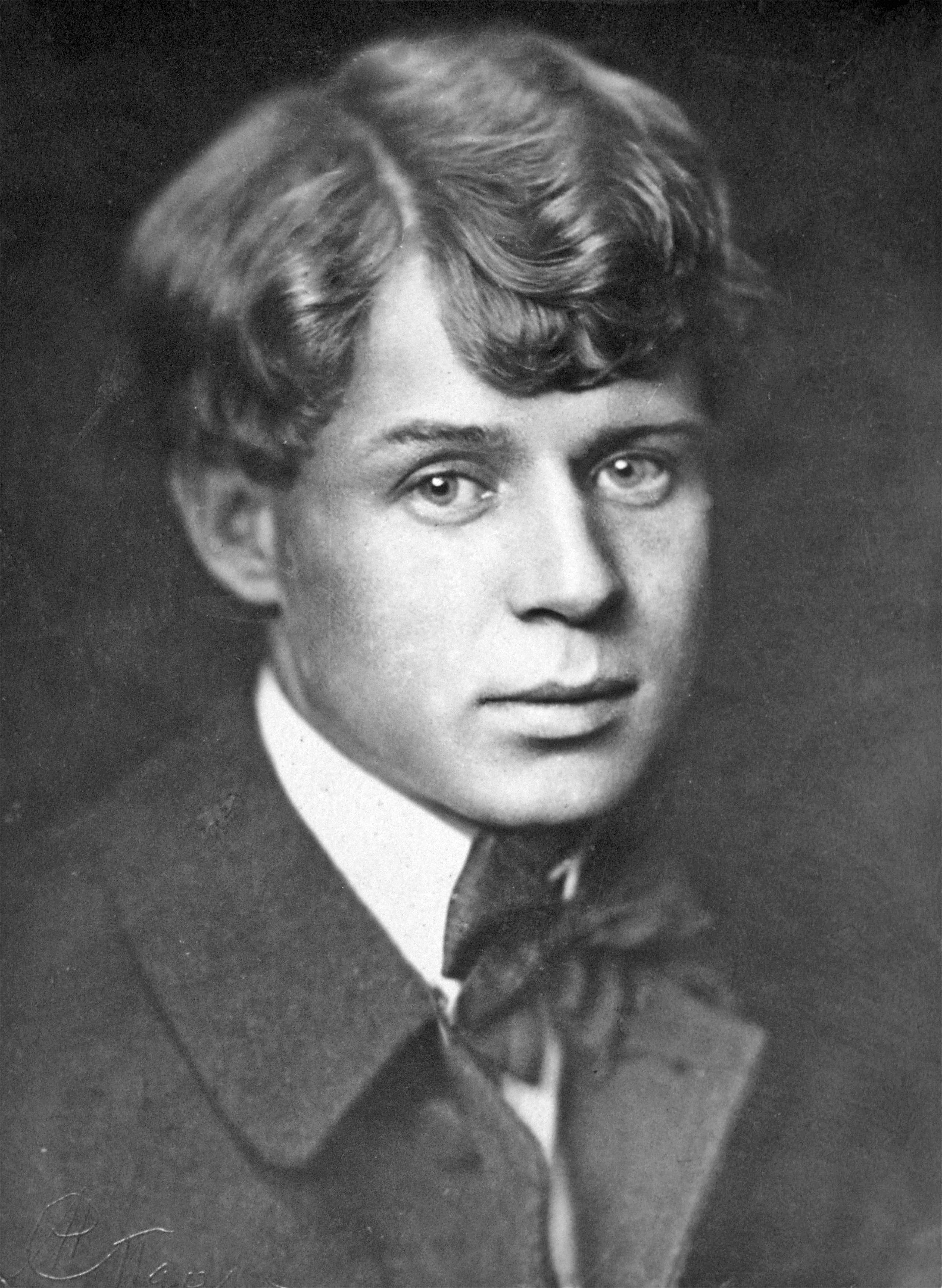
Tại Moskva năm 1919
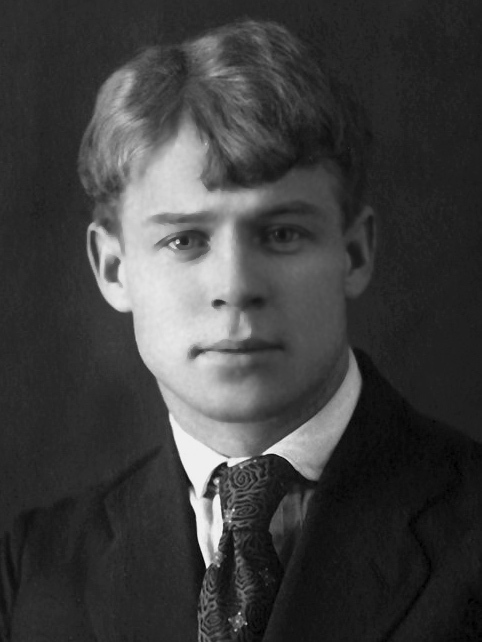
Tại Moskva năm 1922
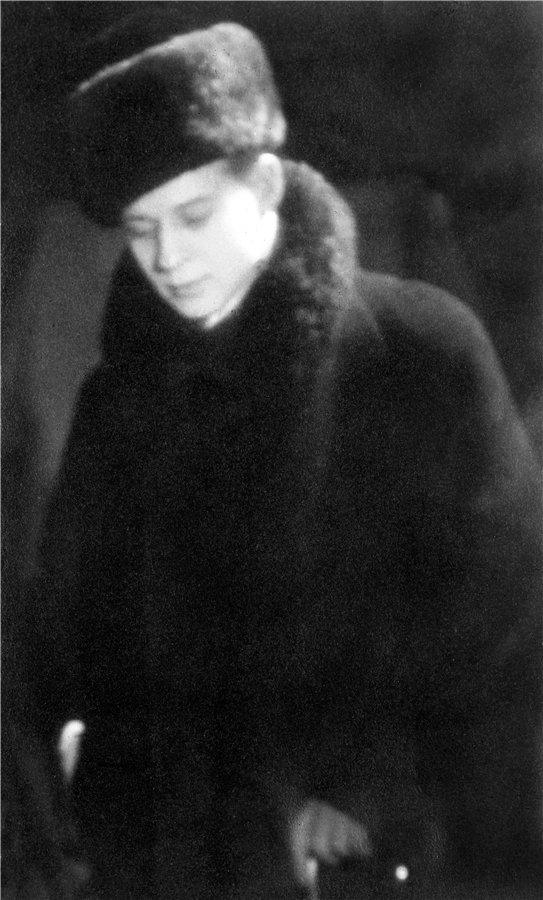
Tại Moskva năm 1922
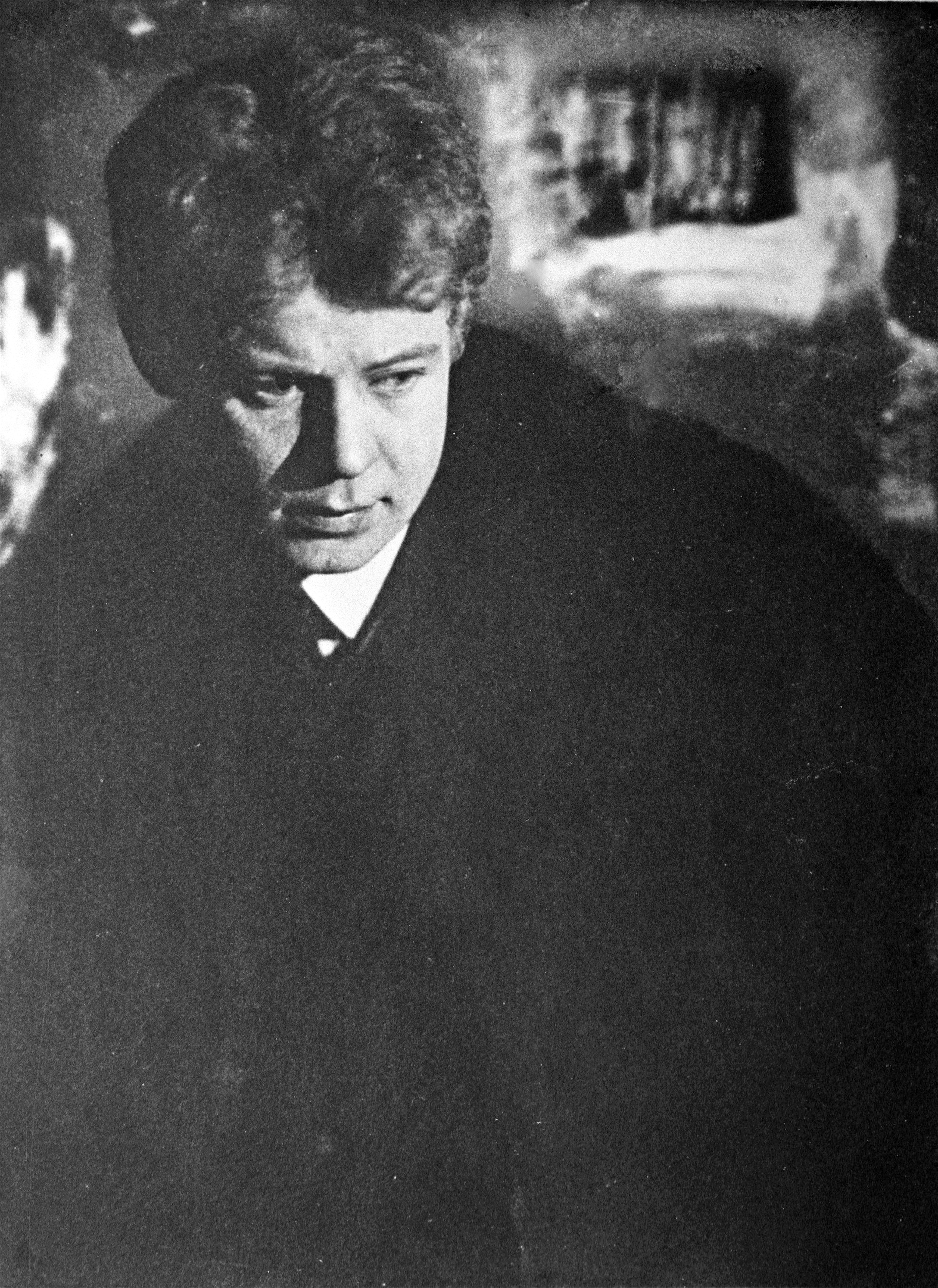
Tại Moskva năm 1923
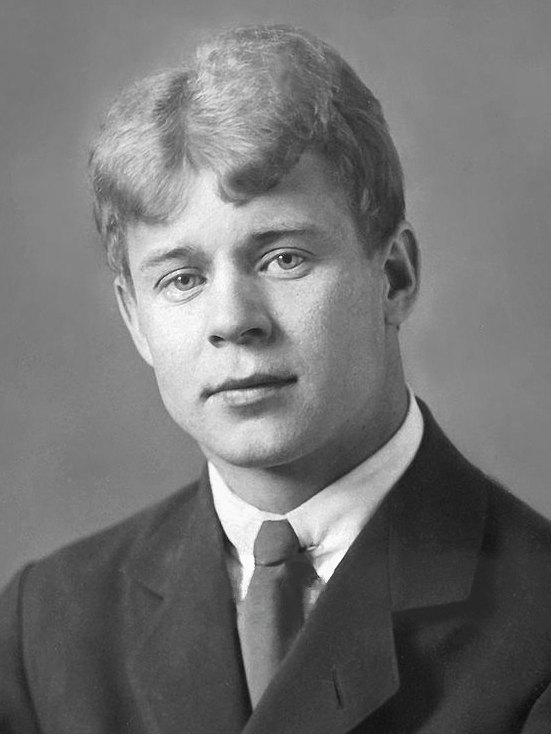
Tại Moskva năm 1924
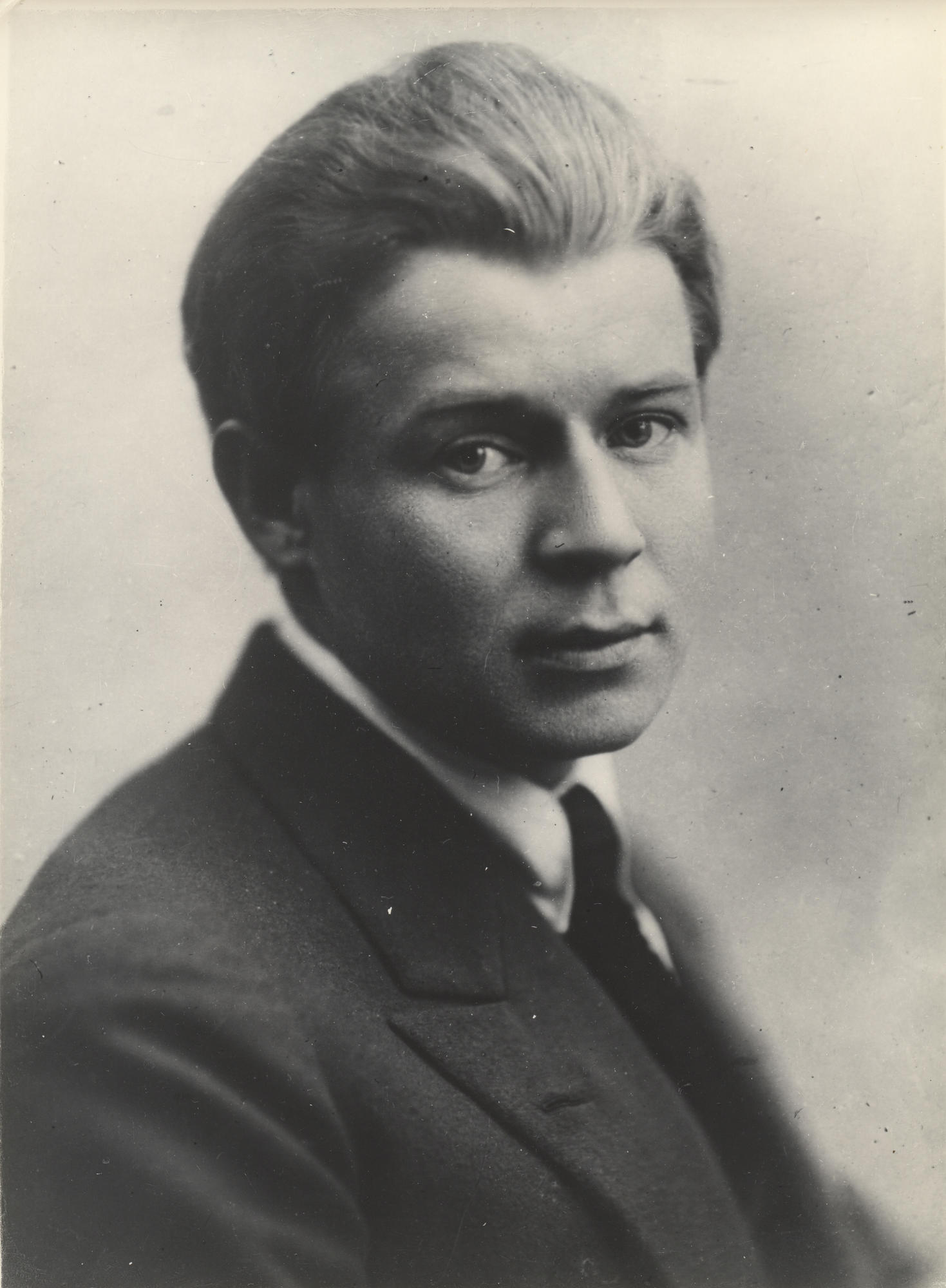
Tại Petrograd năm 1924

- Chân dung hội họa

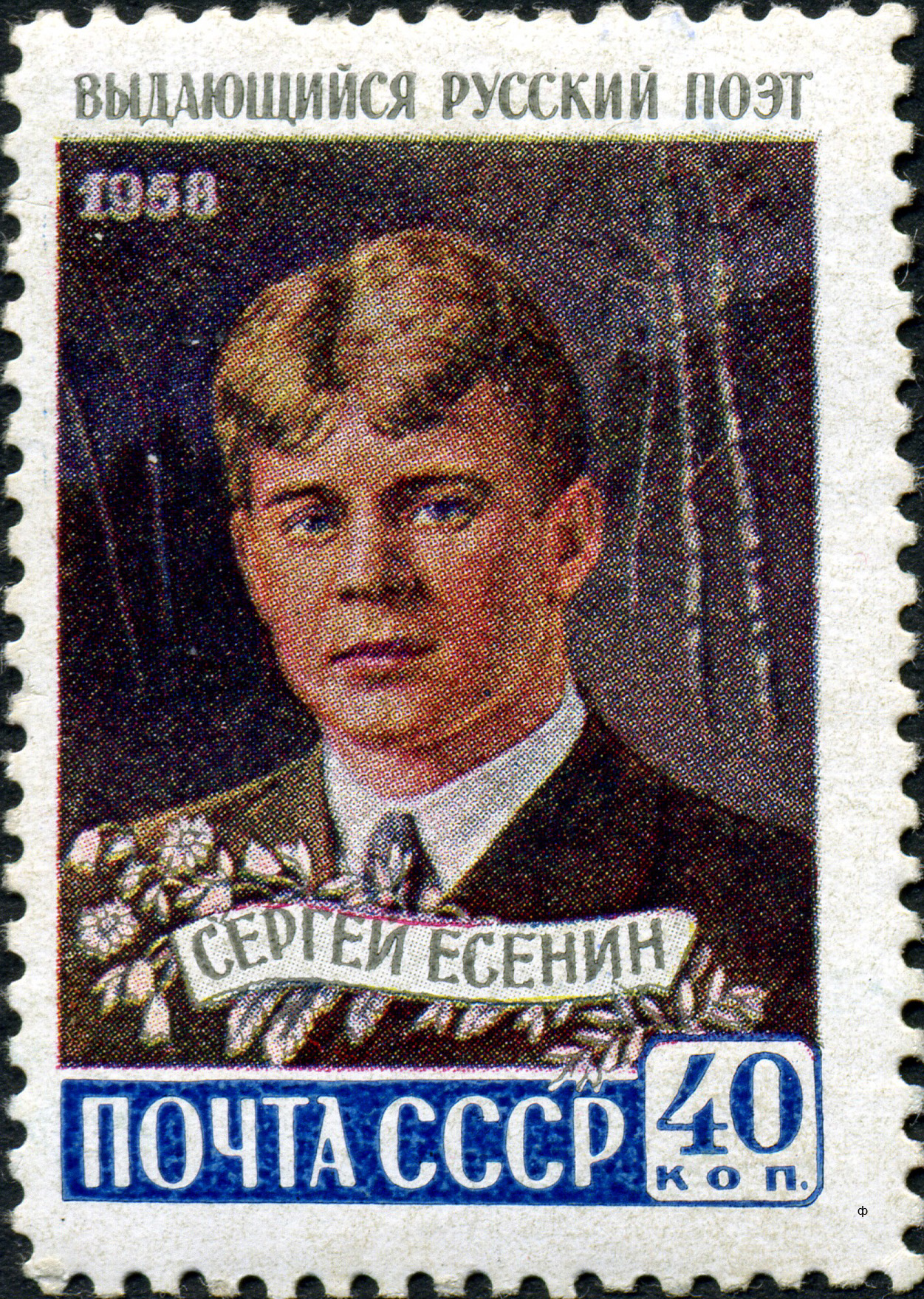
Tem Liên Xô năm 1958
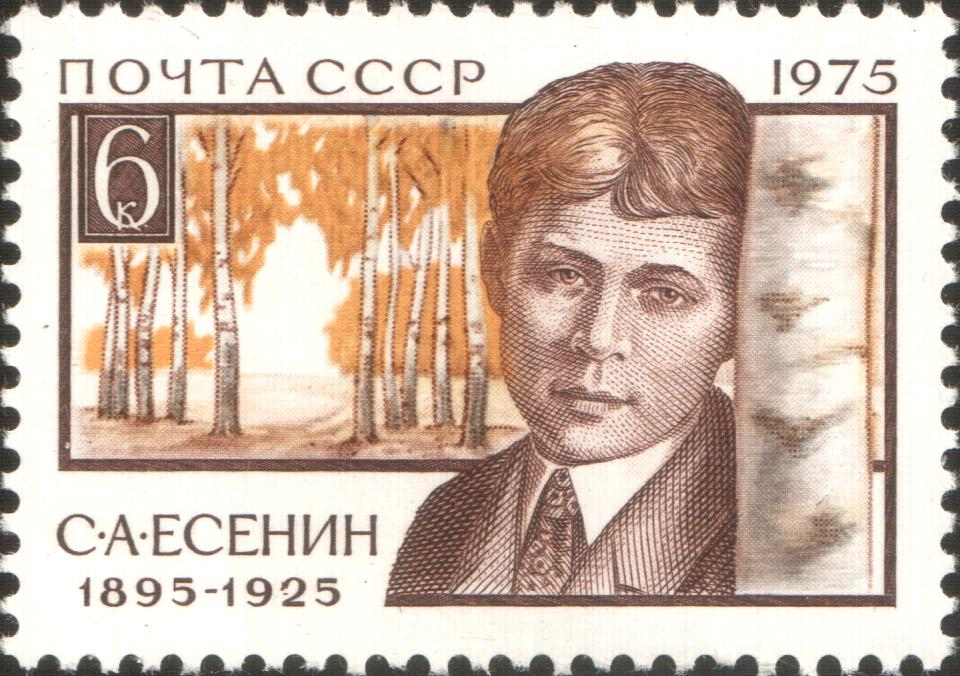
Tem Liên Xô năm 1975
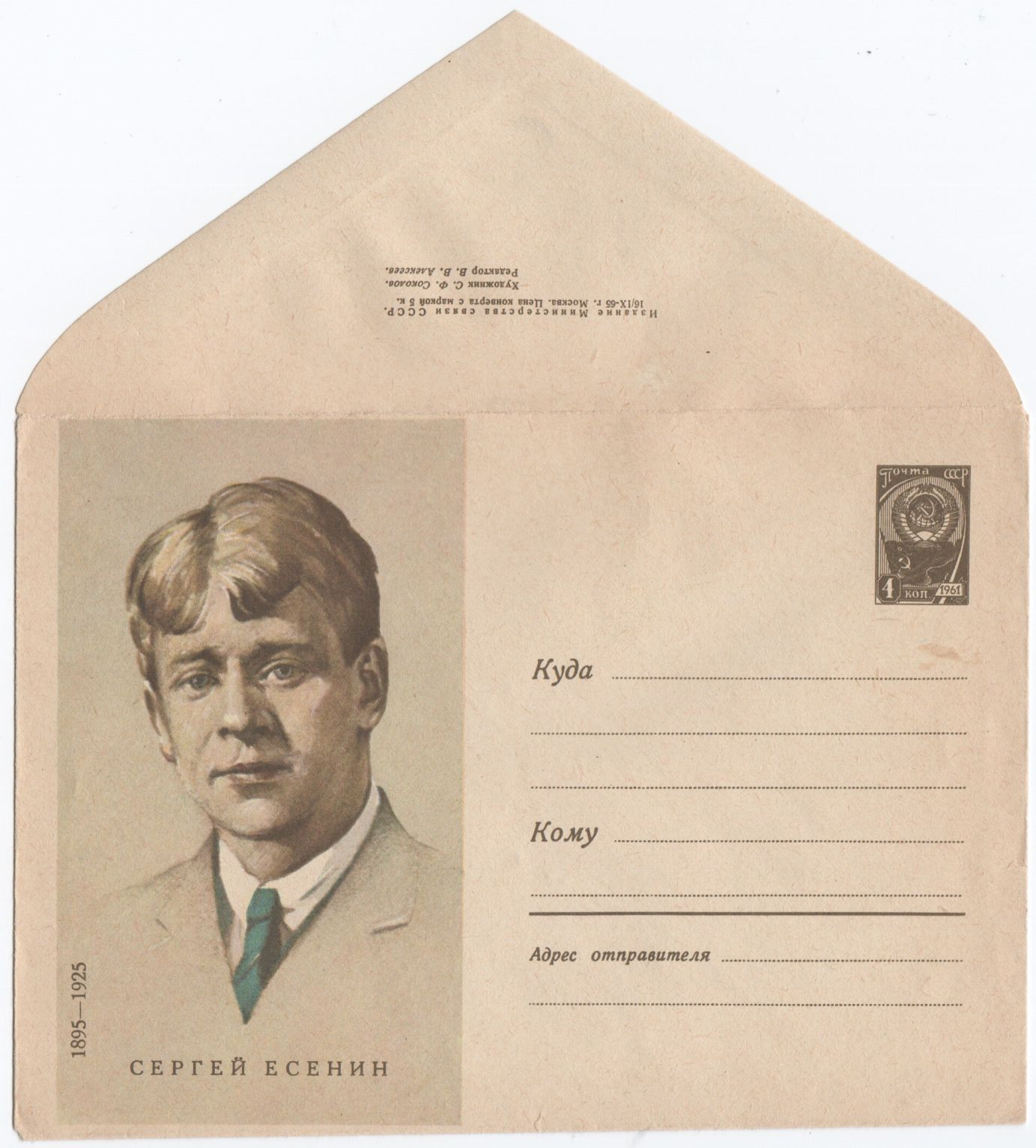
Phong bì năm 1965
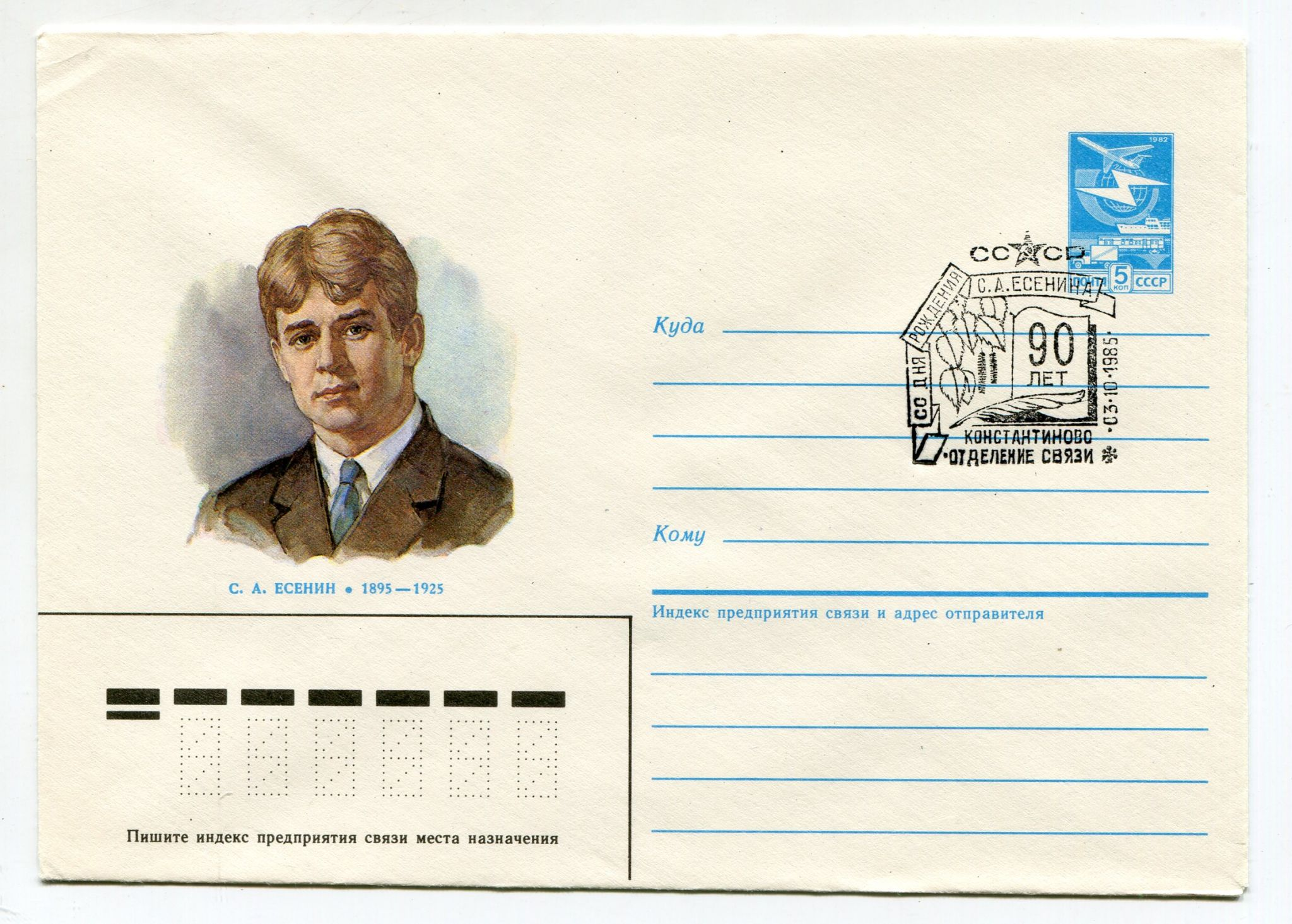
Phong bì năm 1985
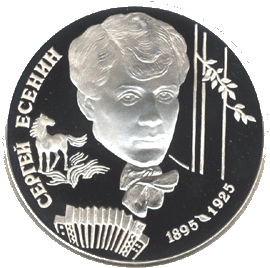
Xu kỉ niệm Nga mệnh giá 2 rúp năm 1995
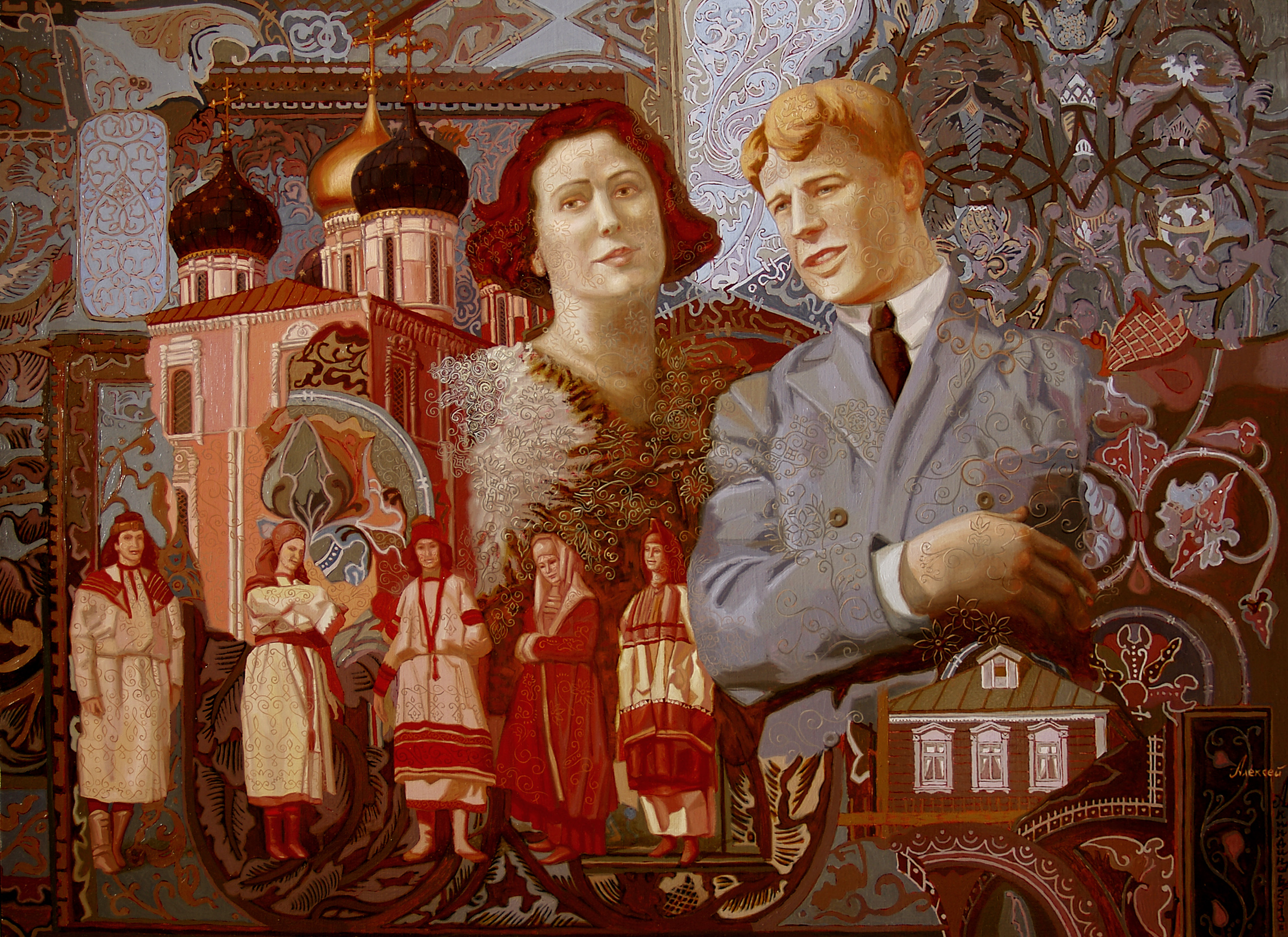
Yesenin và Duncan. Aleksey Akindinov khởi họa năm 2010

- Chân dung điêu khắc

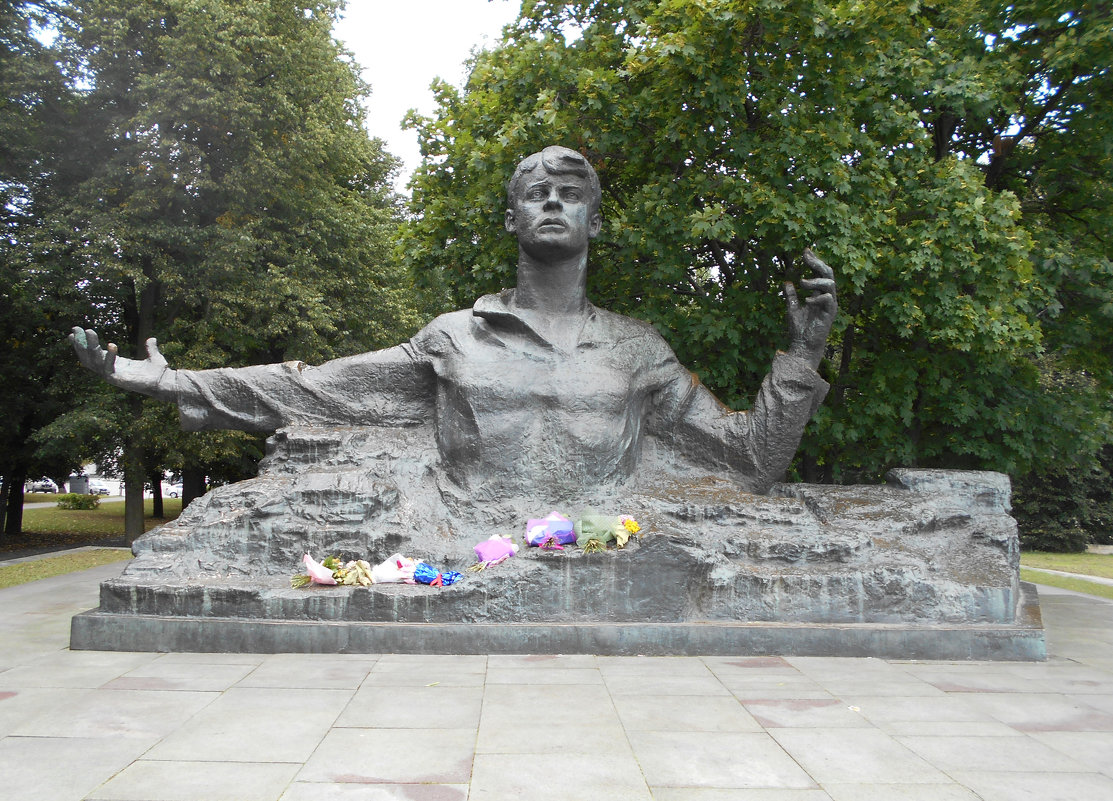
Thi nhân Ryazan
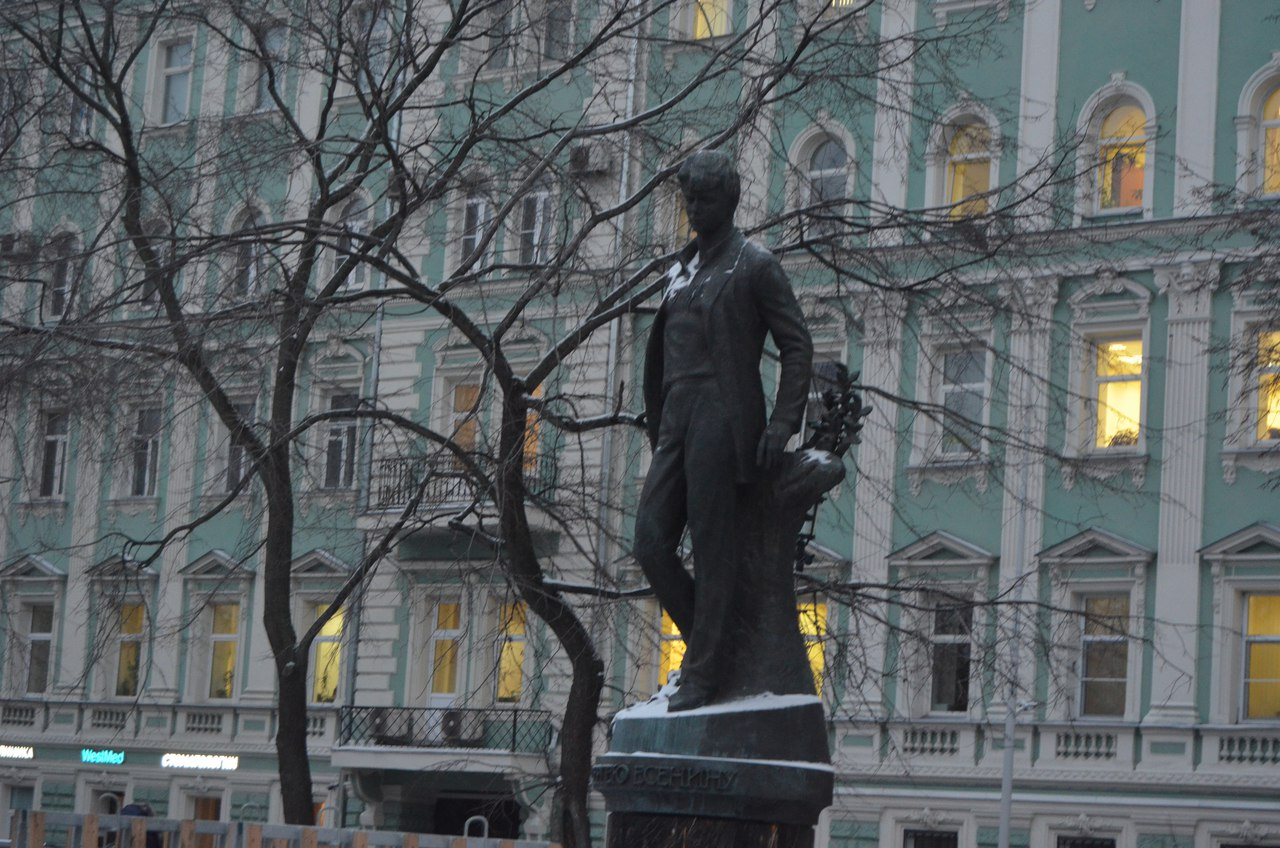
Du đãng Sankt-Peterburg
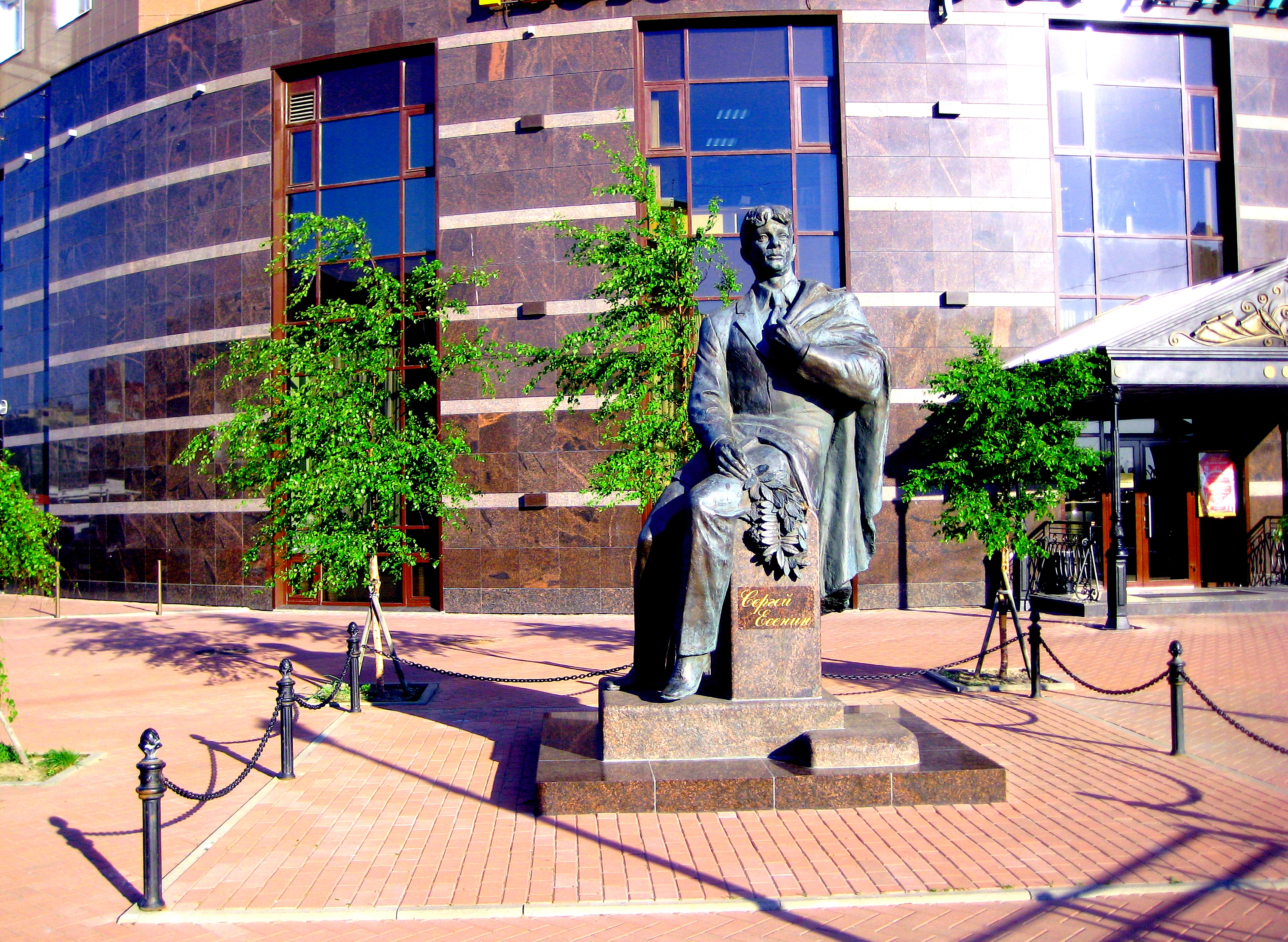
Ngâm sĩ Peterburg
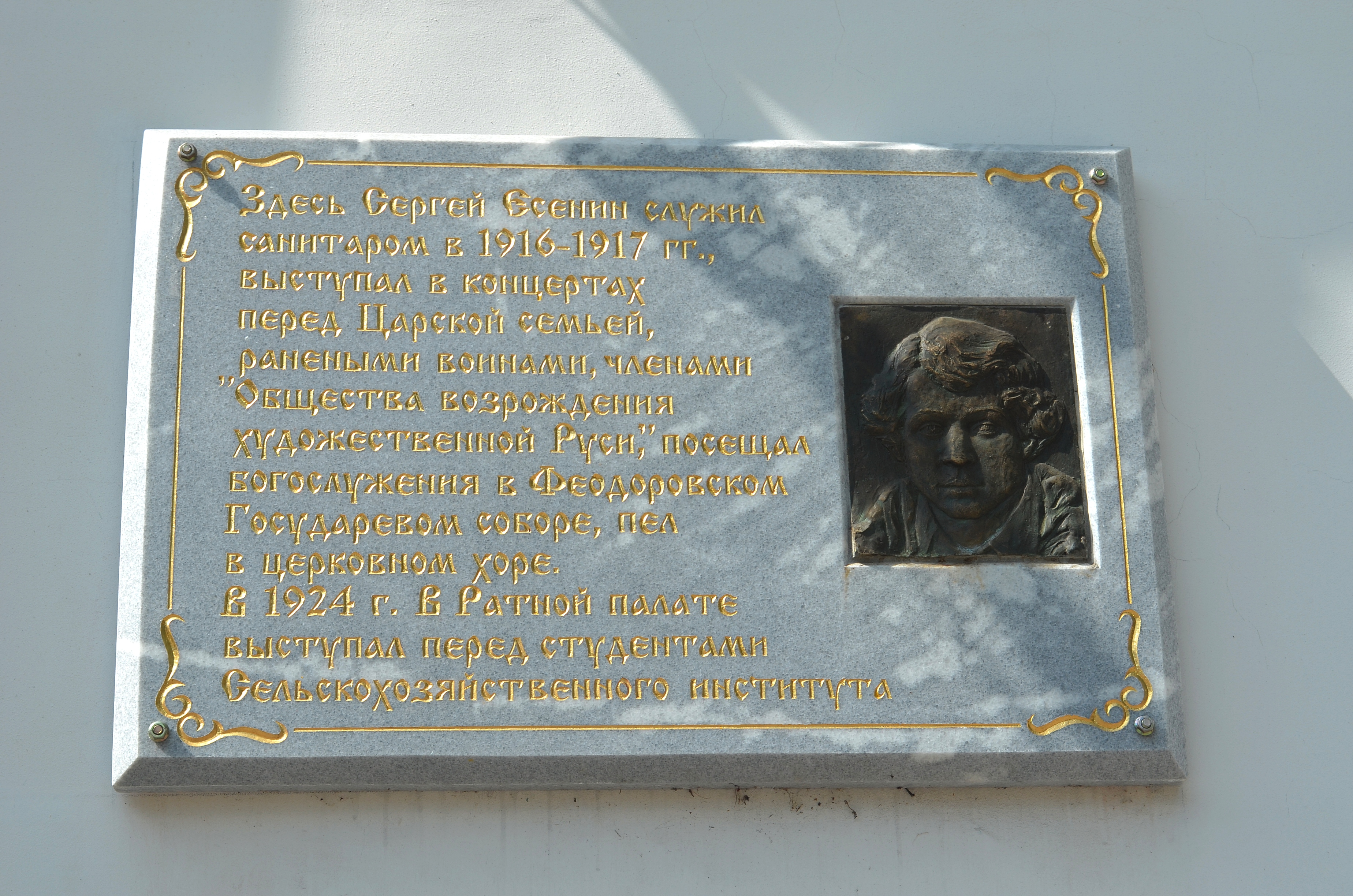
Kỉ bi thánh đường Feodorovsky, quận Pushkin, Sankt-Peterburg
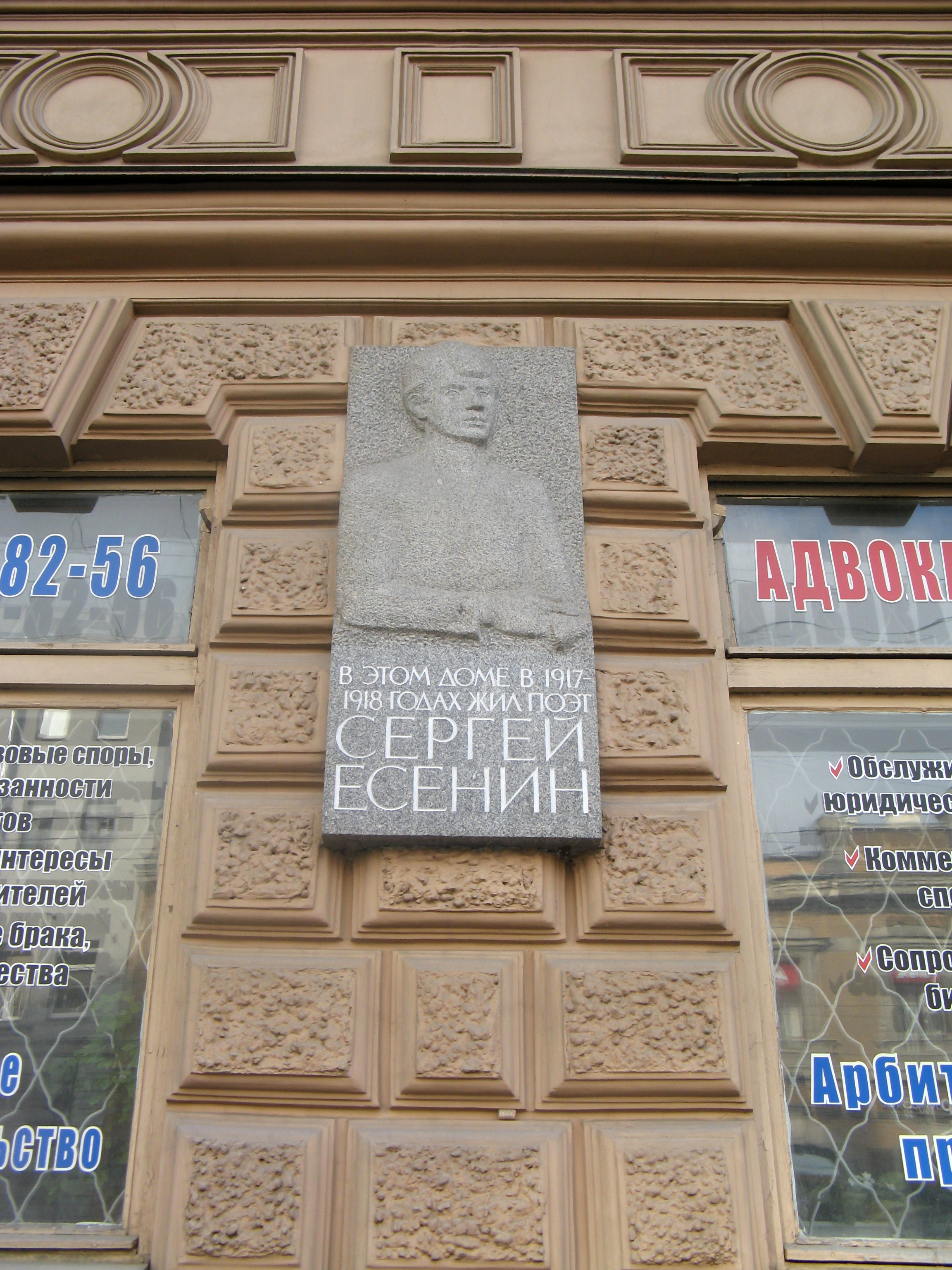
Kỉ bi ở số 33 phố Lò Đúc, Sankt-Peterburg

- Gia trang Yesenin ở Konstantinovo

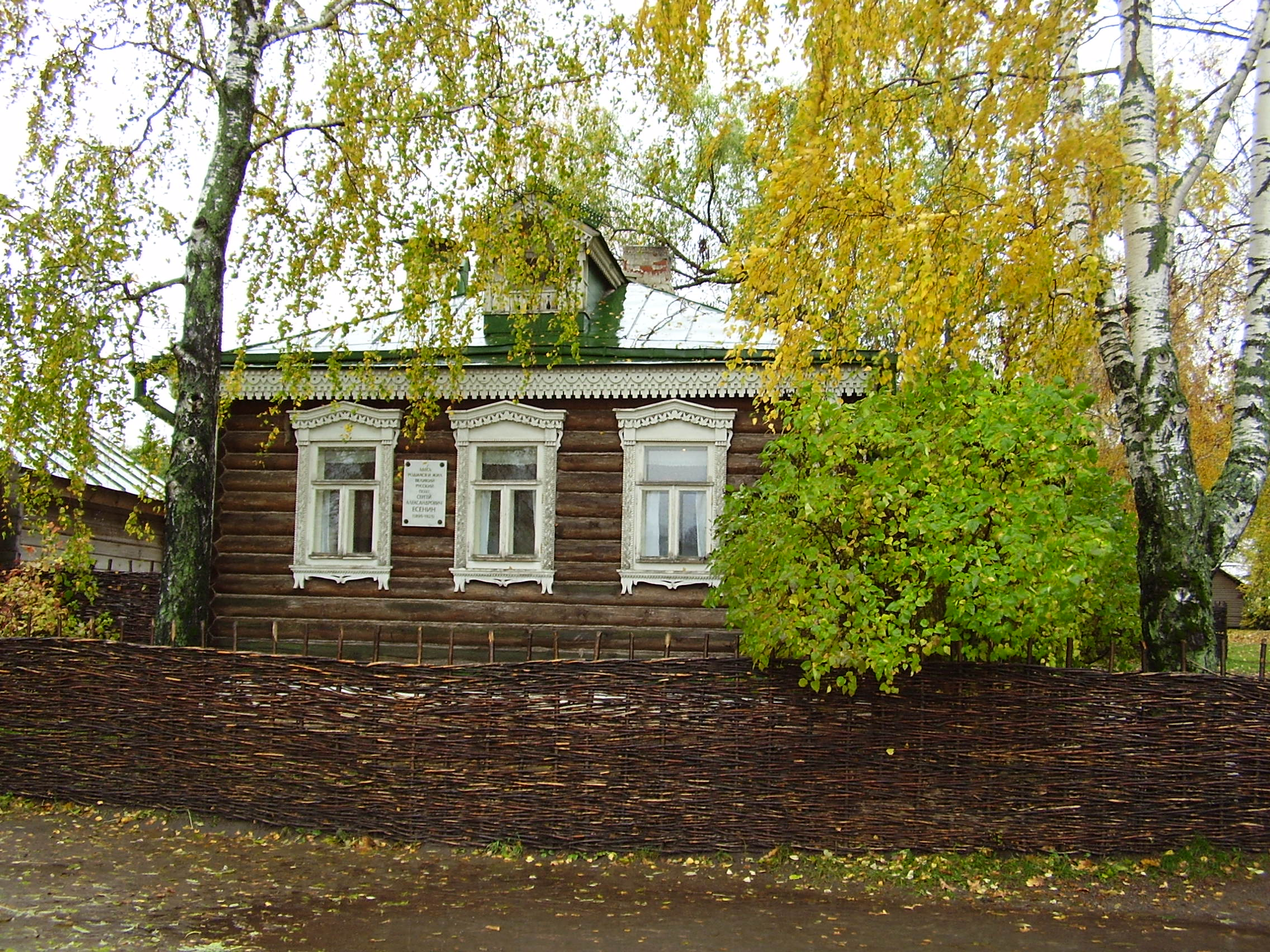
Căn nhà vào mùa rụng lá
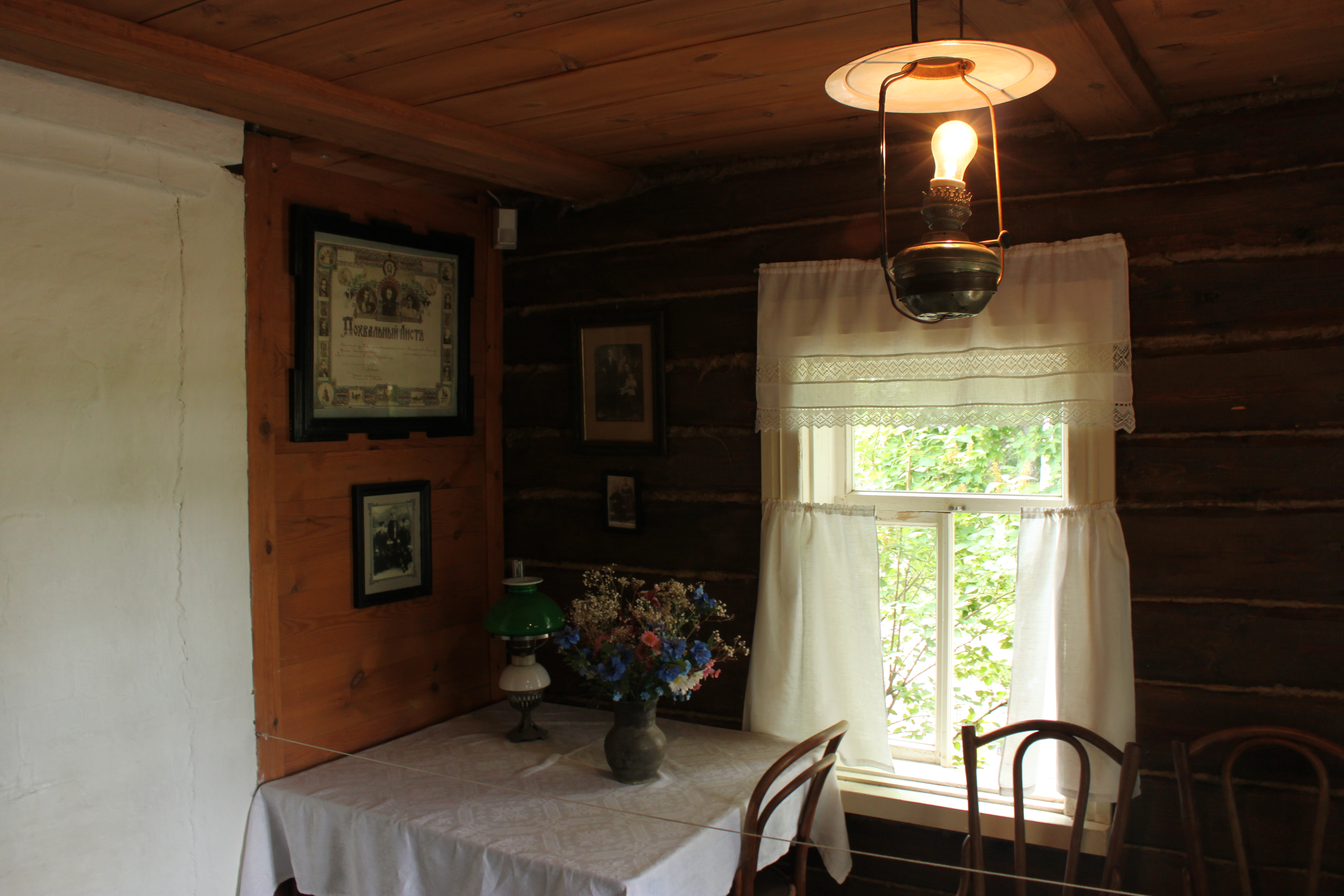
Phòng khách
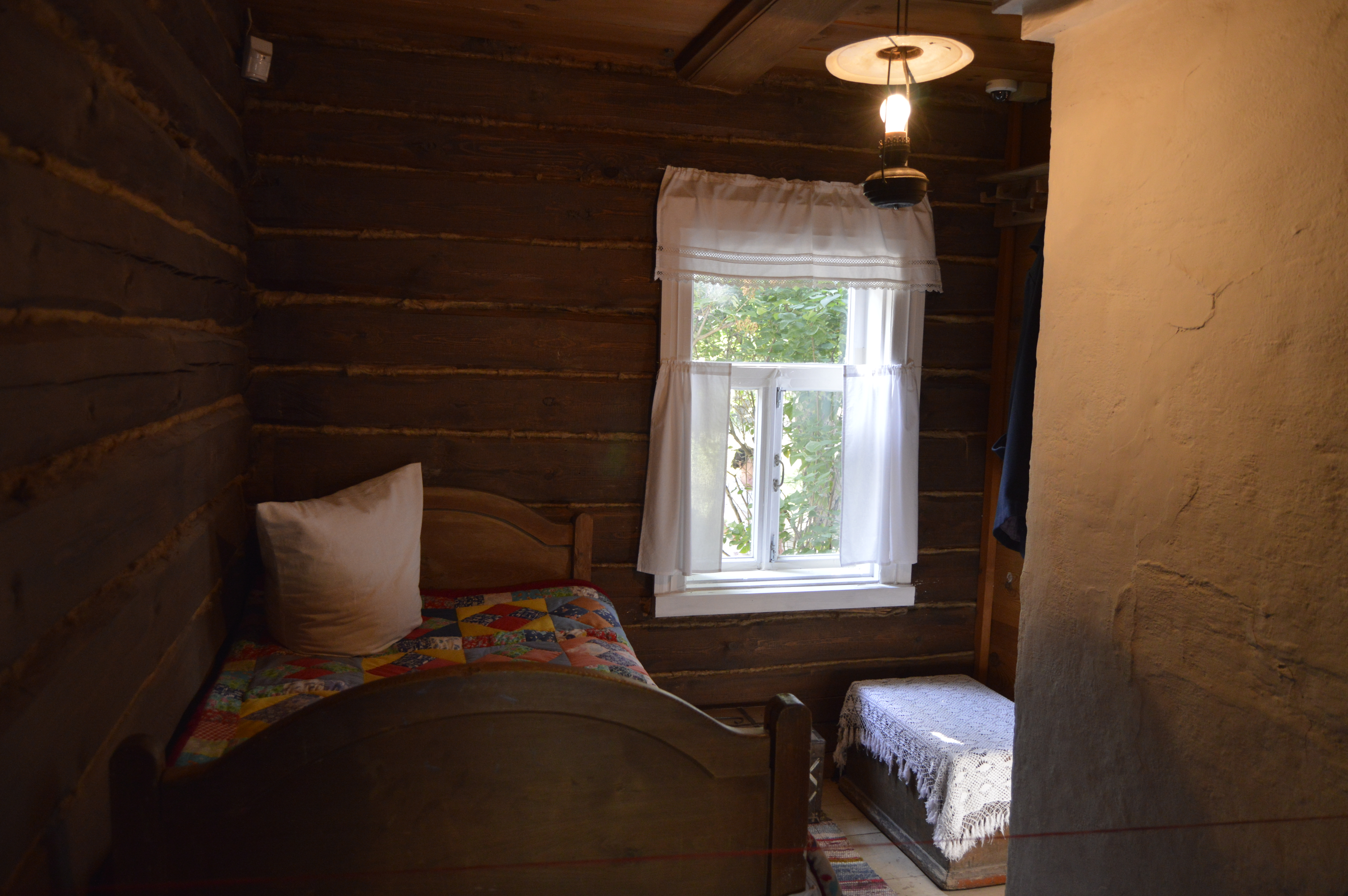
Phòng ngủ
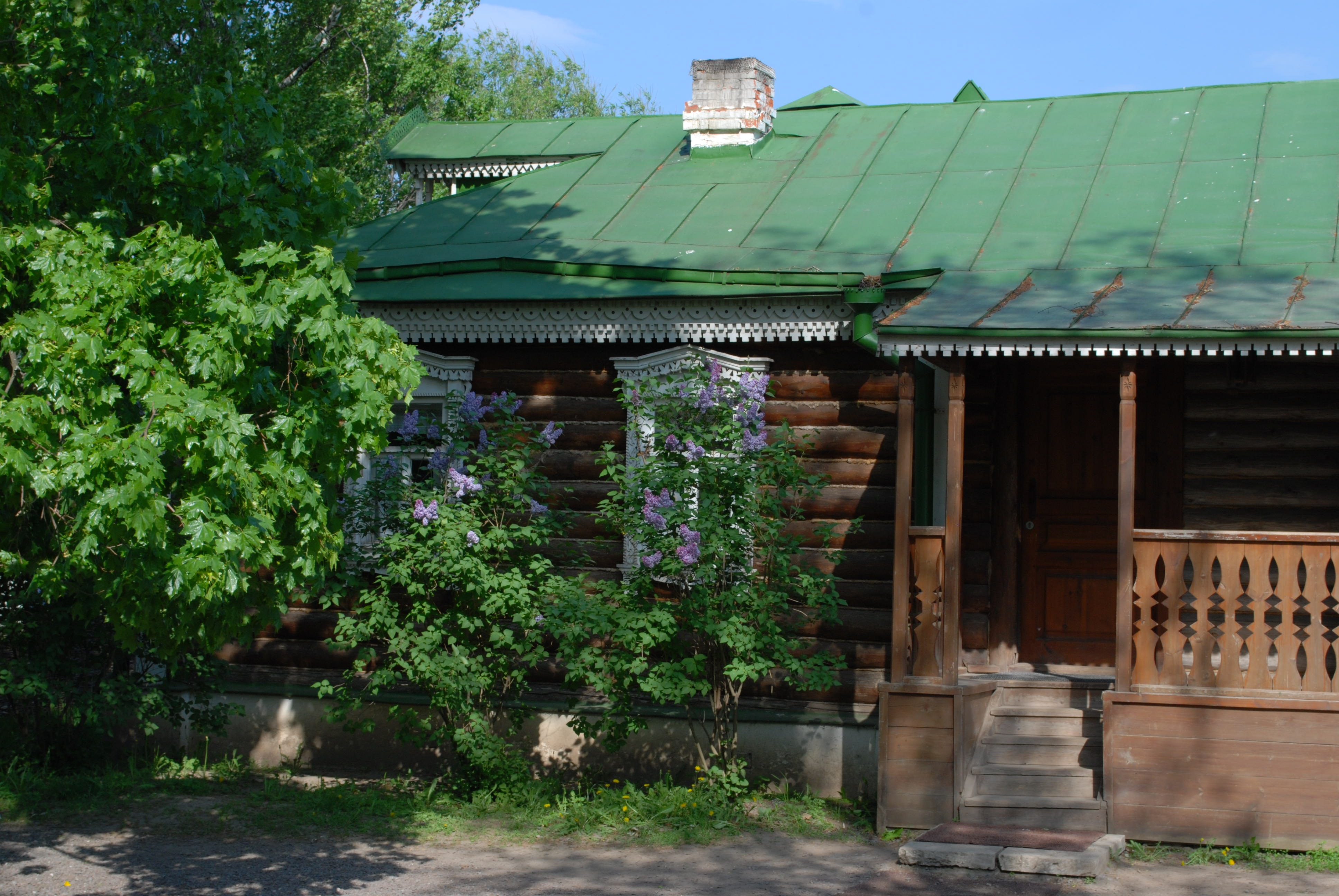
Mái hiên sau nhà
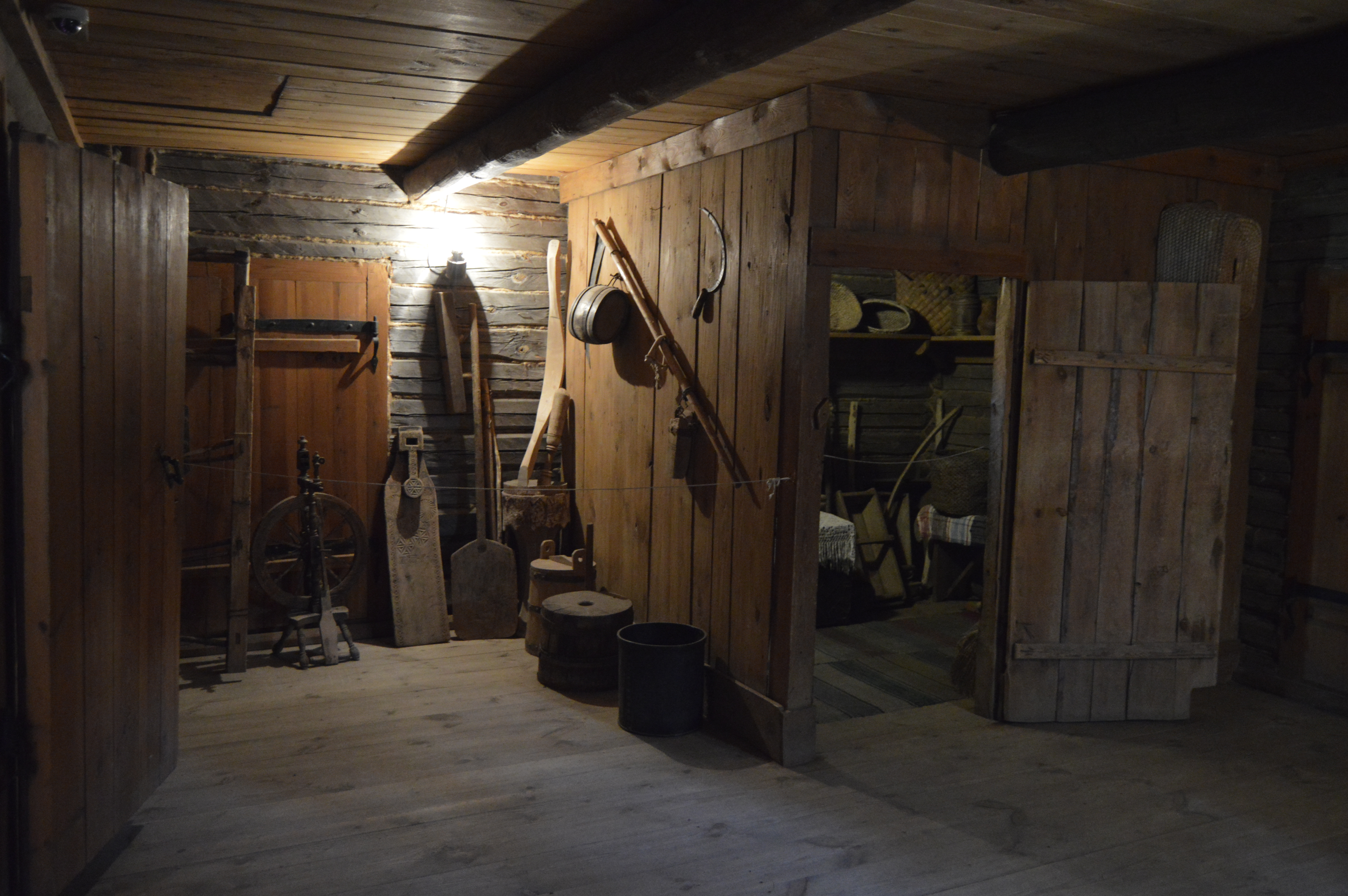
Kho nông cụ
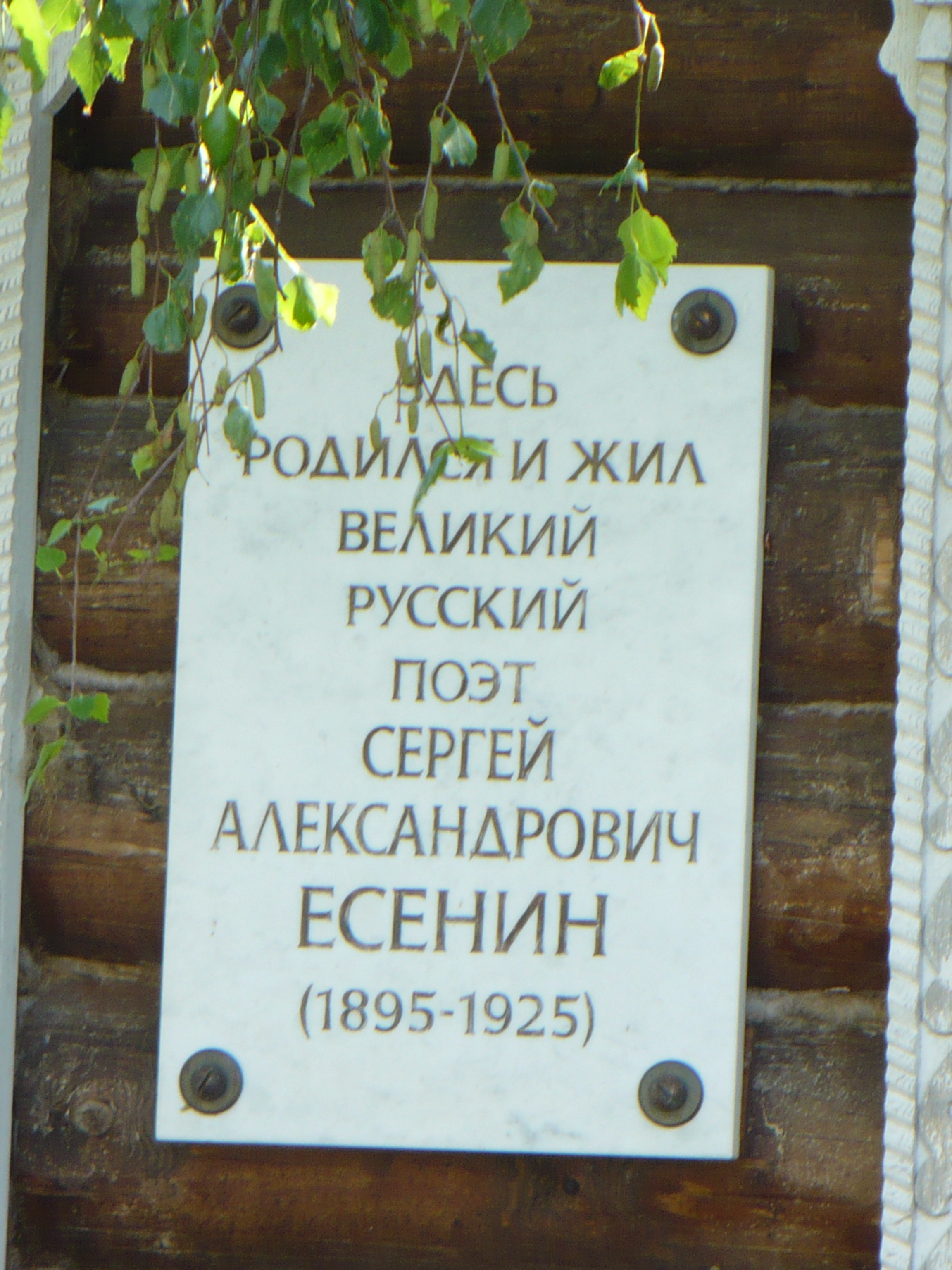
"Đây là nơi sinh trưởng của thi hào Nga S. A. Yesenin"

- Bảo tàng S. A. Yesenin tại Moskva (tiền thân là hiệu thịt Krylov mà cụ Aleksandr và cả Sergey Yesenin làm mướn)

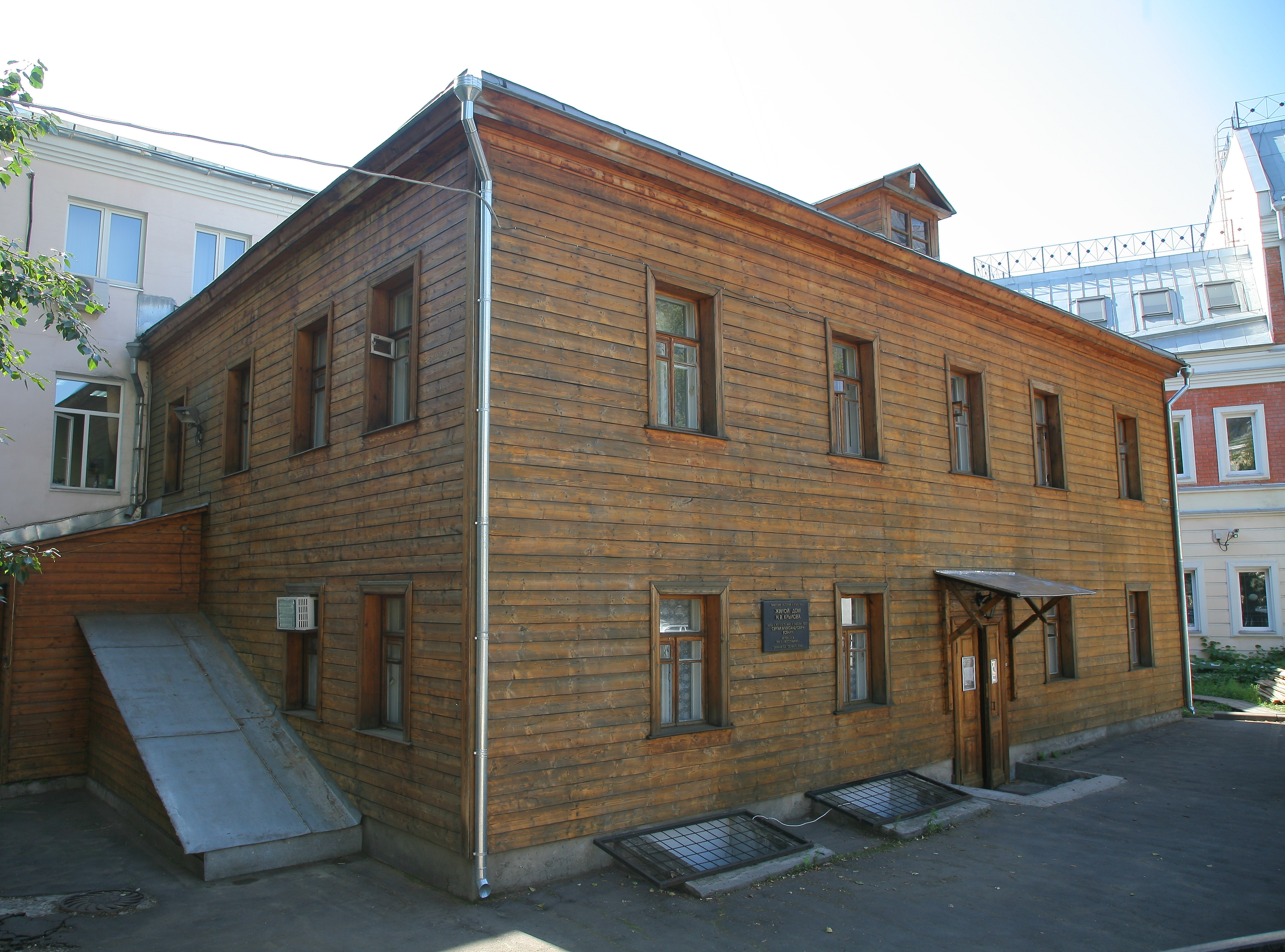
Mặt tiền
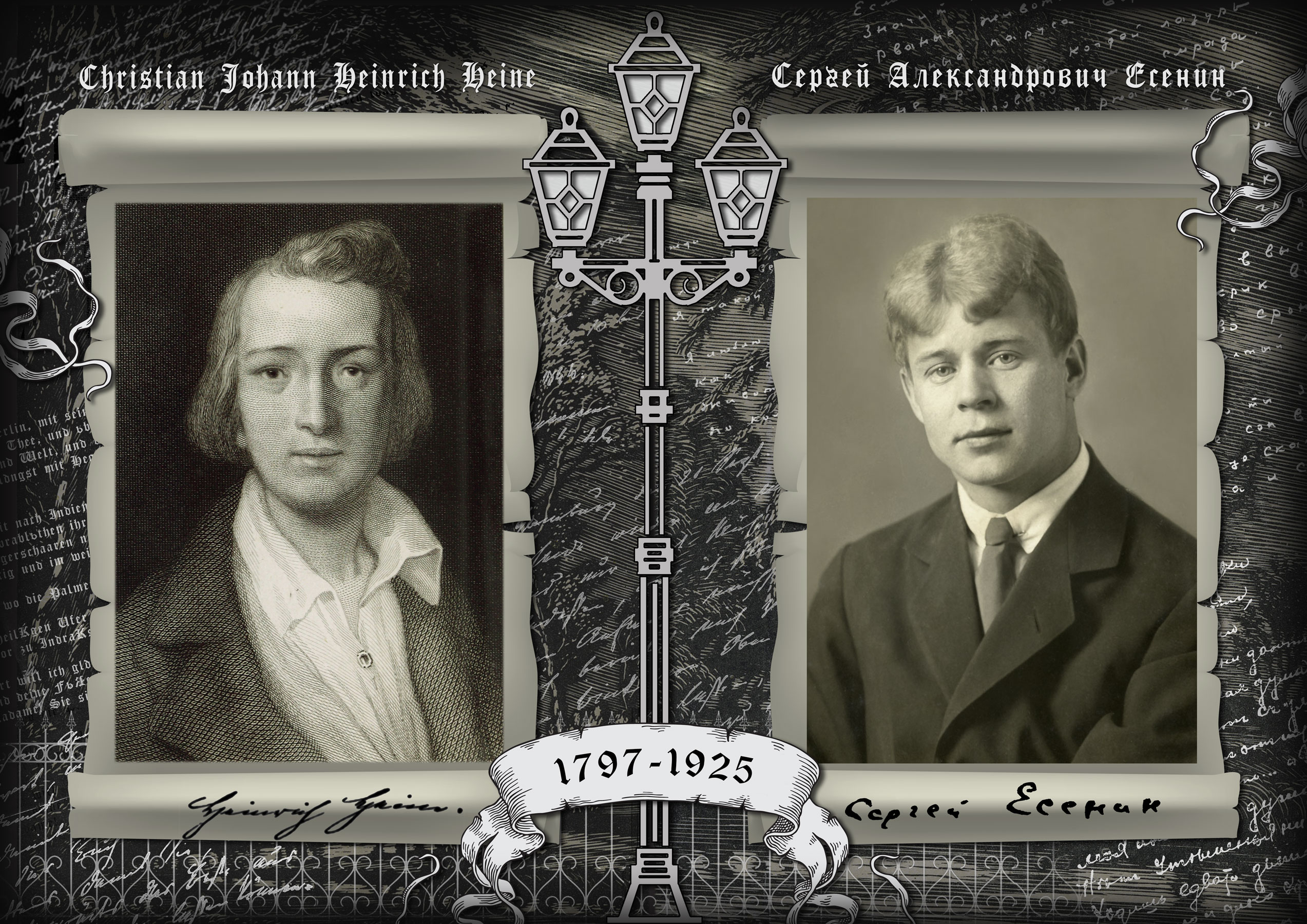
Yesenin và Heine
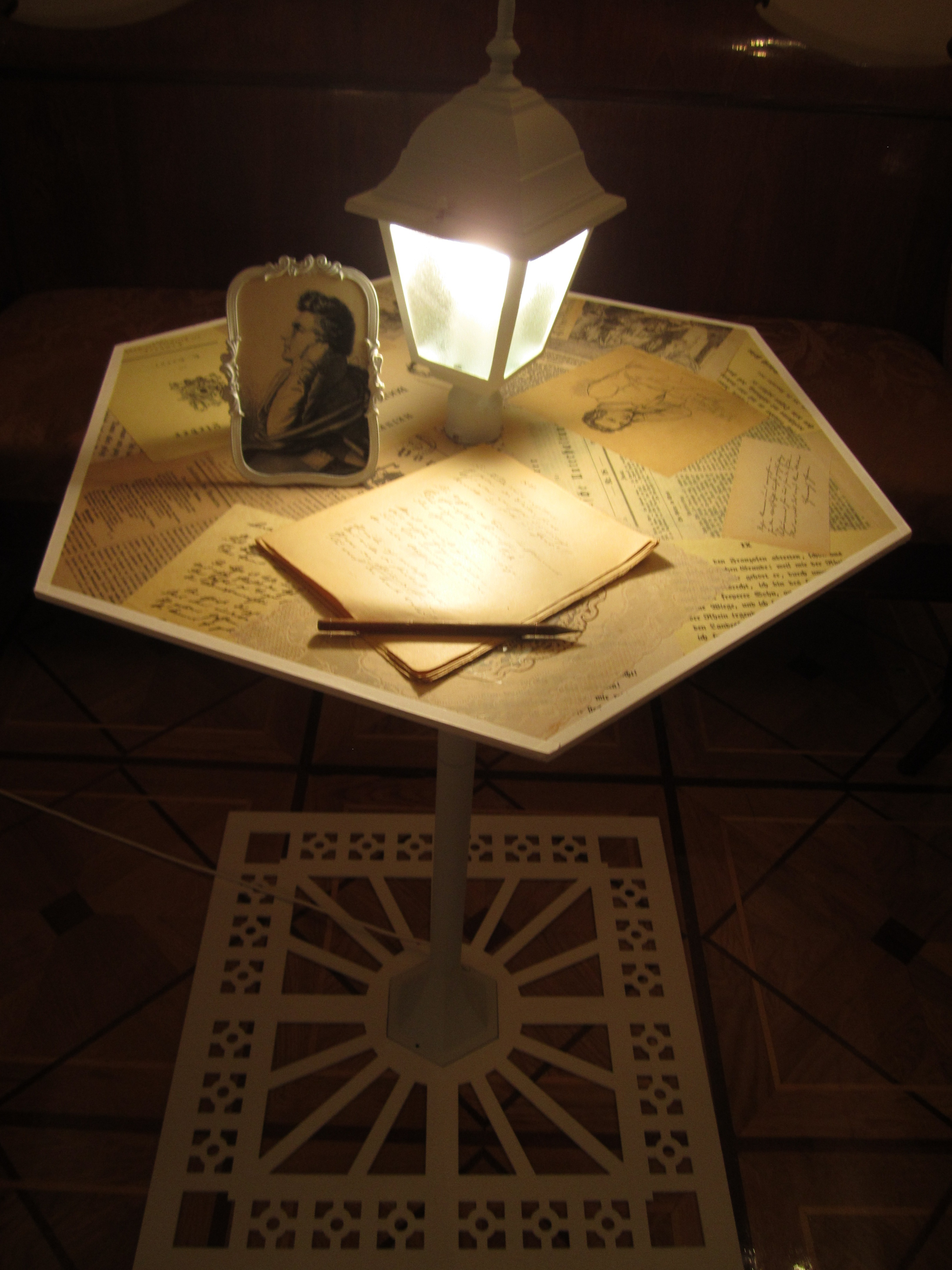
Thơ Yesenin và Heine
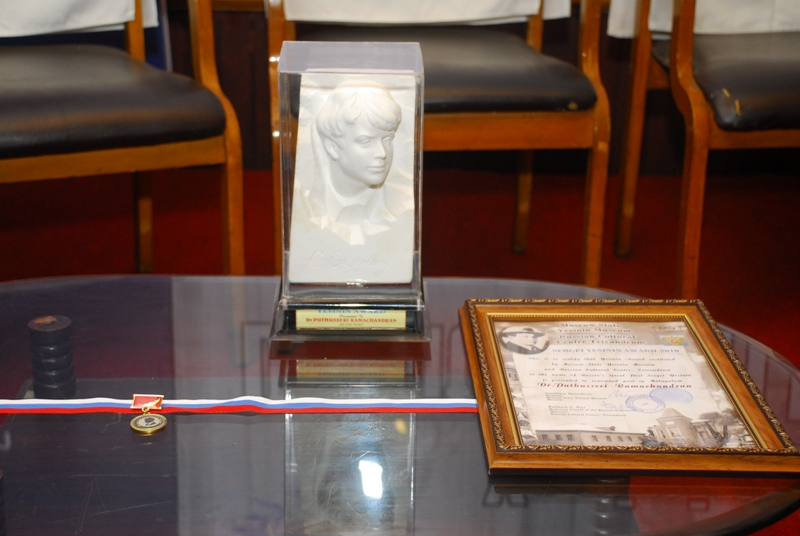
Tặng vật danh dự - tượng bán thân S. A. Yesenin và huy chương
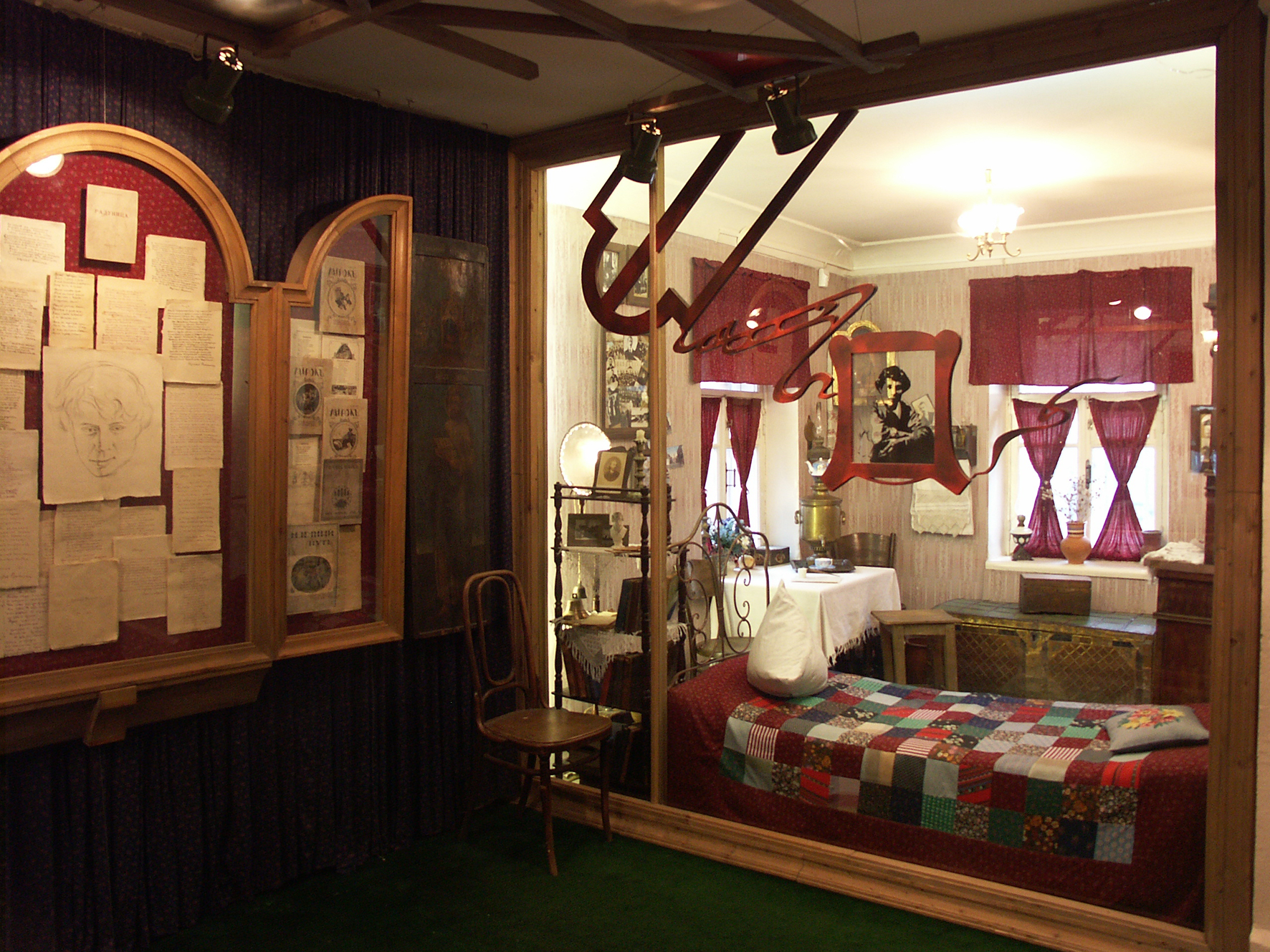
Mô hình phòng ngủ của Yesenin tại Konstantinovo
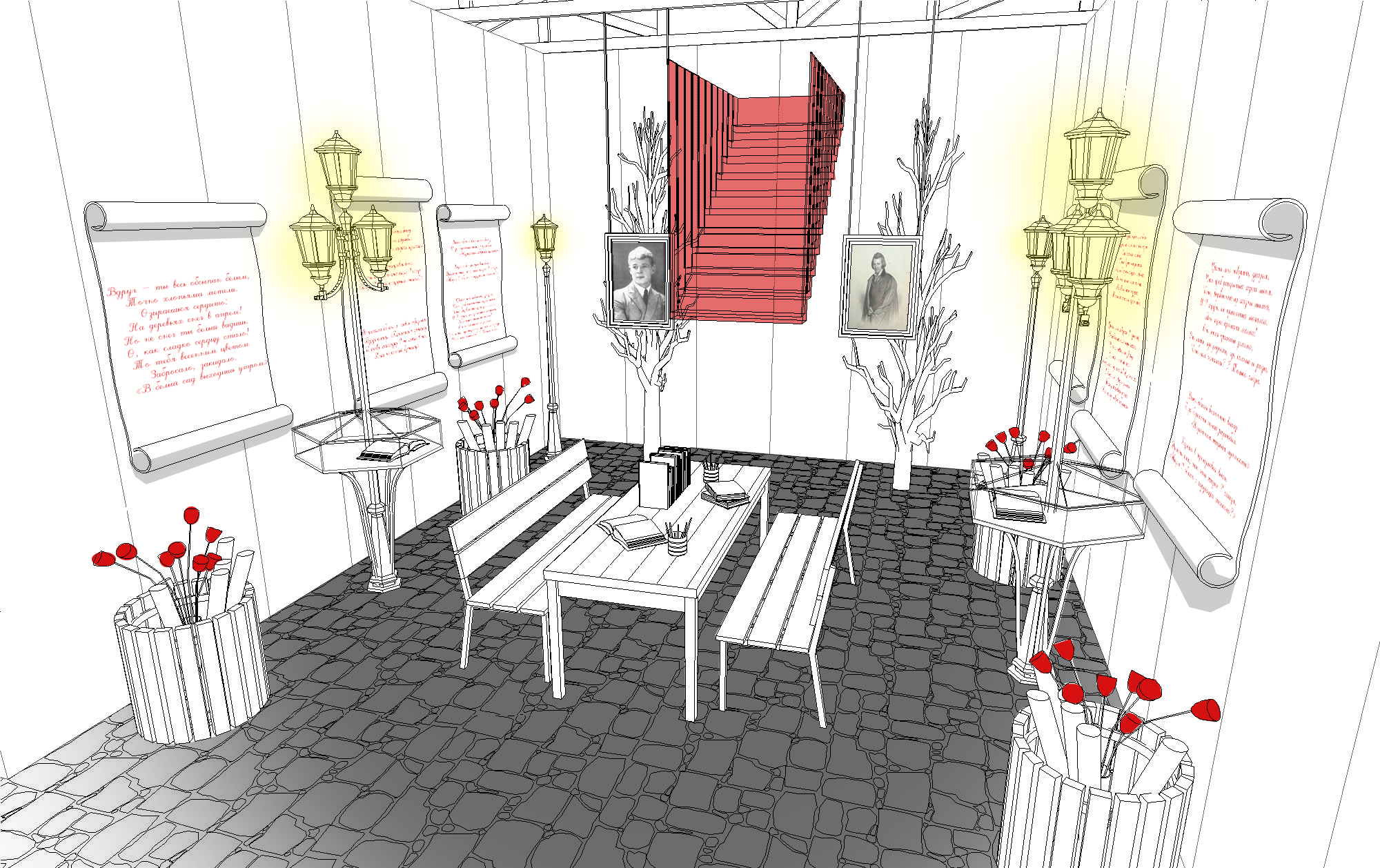
Phối cảnh không gian

- Thân nhân

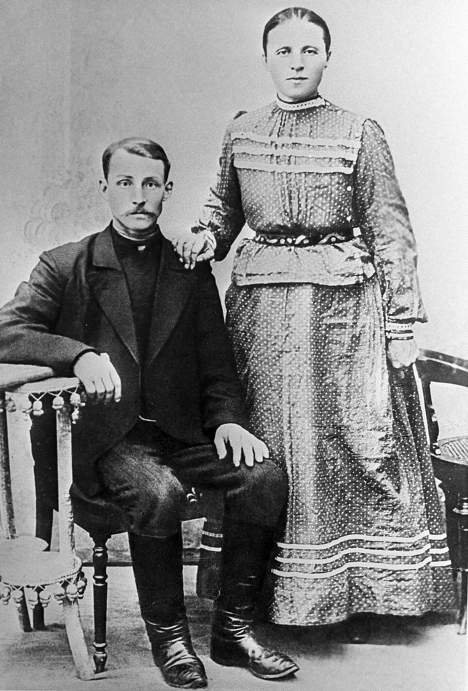
Phụ huynh Aleksandr Nikitich và Tatyana Fyodorovna năm 1905
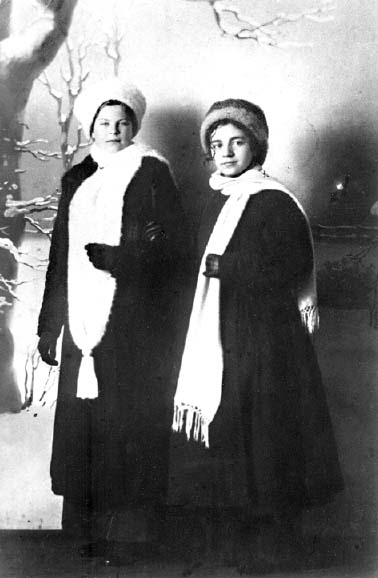
Nàng thơ Marya Parmenovna Balzamova và Anna Alekseyevna Sardanovskaya năm 1914-5
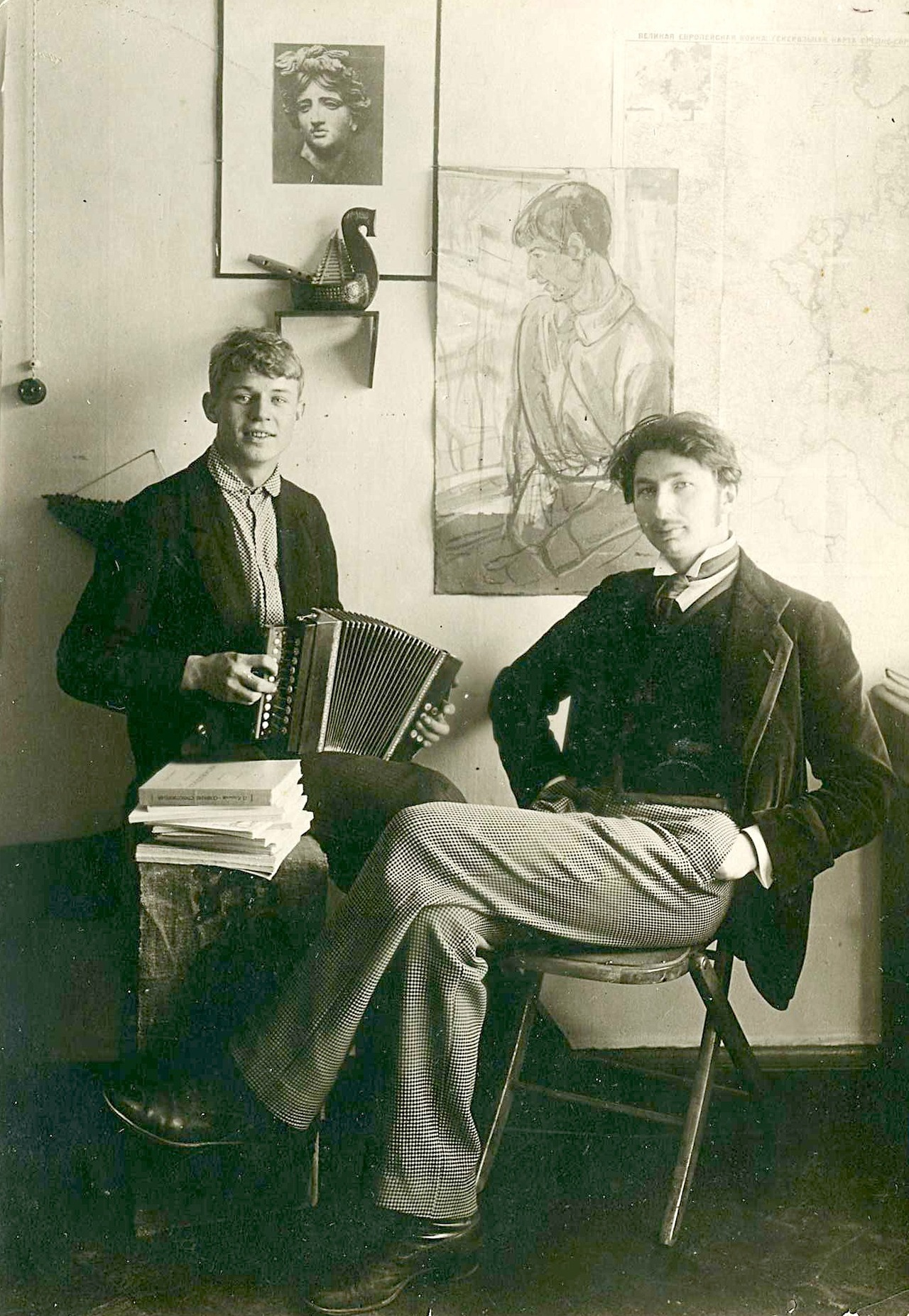
Sergey Yesenin tại xưởng vẽ Sergey Gorodetsky năm 1916
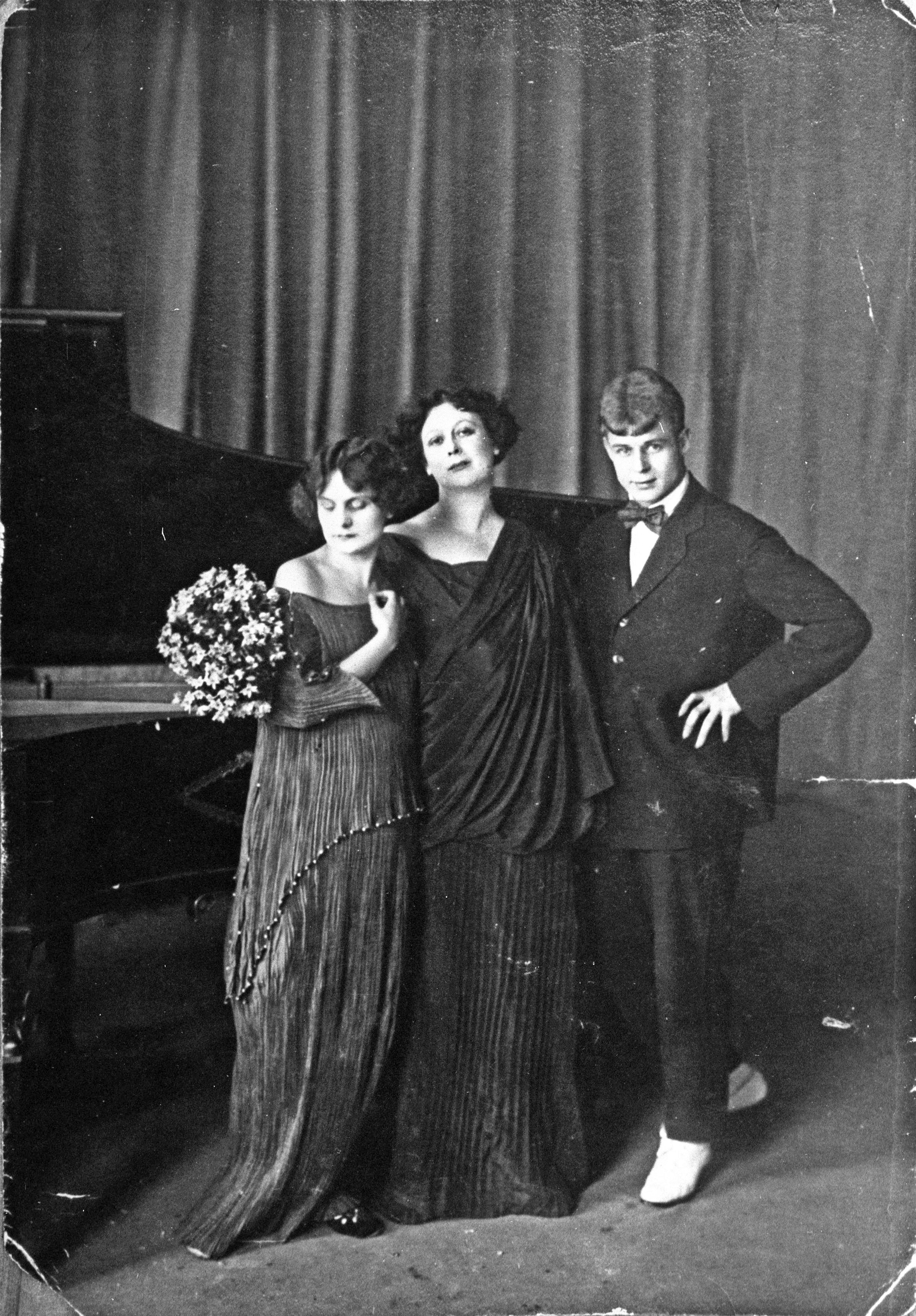
Yesenin với Duncan và Irma (dưỡng nữ Duncan) năm 1922
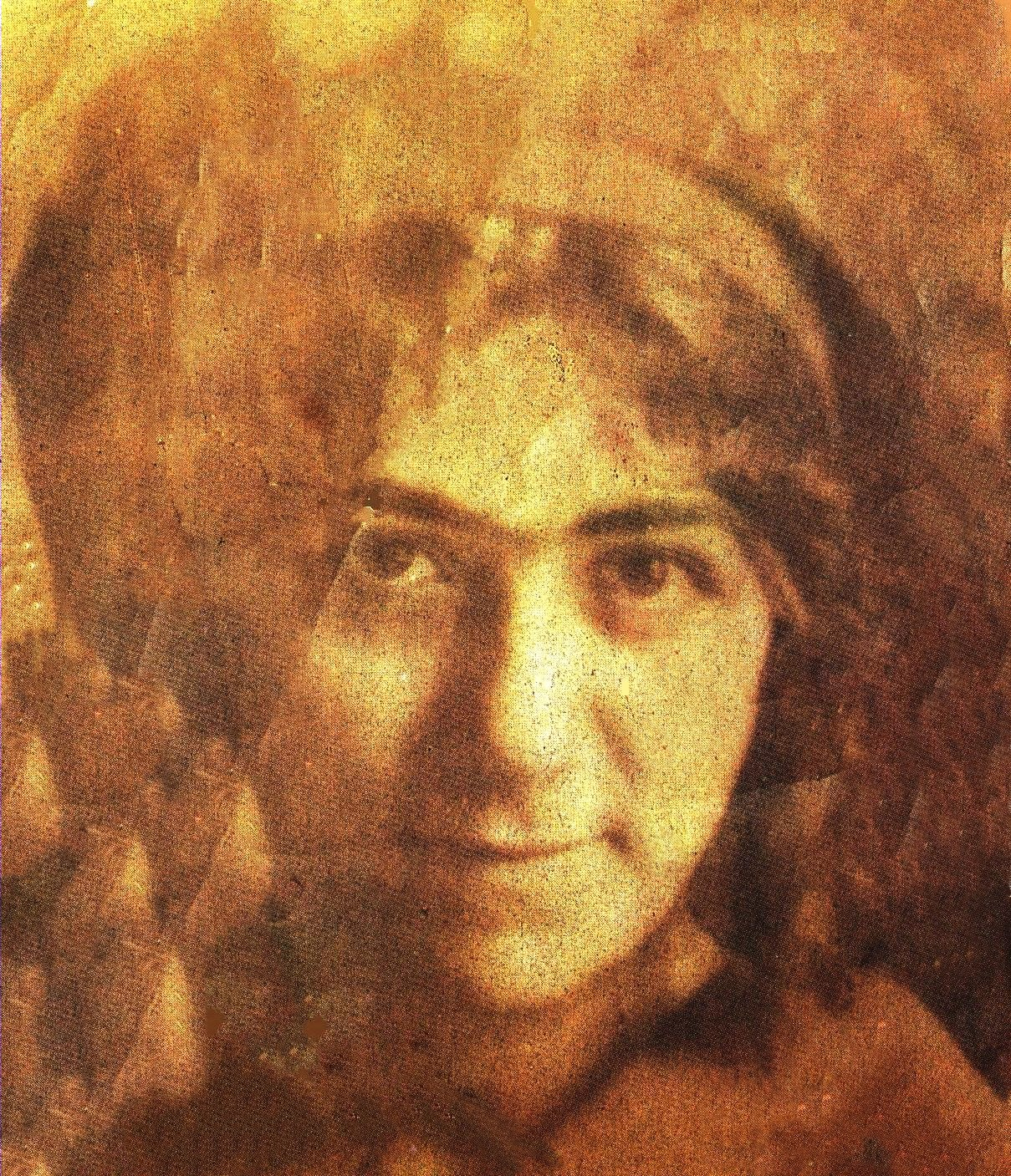
Di ảnh Galina Arturovna Benislavskaya, người tự tử theo Yesenin năm 1926 và được yên nghỉ cạnh ông ở Vagankovo
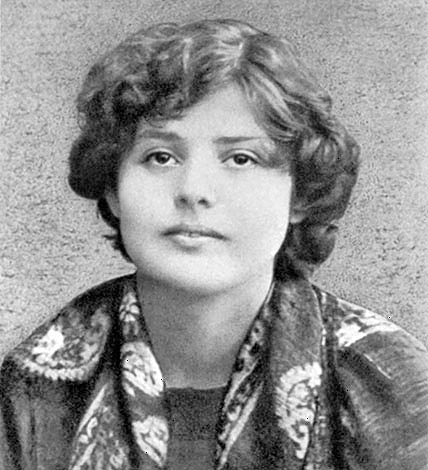
Shagane Nersesovna Talyan người Batumi, nàng thơ Shagane của tôi, hỡi Shagane (Шаганэ ты моя, Шаганэ)

### Tư liệu
- http://vagalecs.narod.ru/yes-chron-eng.htm
- http://zhurnal.lib.ru/editors/v/vagapov_a_s/
- Poetry (English translation) 1 2 3
- Biography, photos and poetry (Russian)
- Yesenin's poetry (Russian)
- Yesenin's museum in Viazma (Russian)
- Aleksandr Novikov sings songs based on Yesenin's[liên kết hỏng]
- Lire l'article en ligne
- Người đàn bà Mĩ trong đời thơ Yesenin[liên kết hỏng]
- Phùng Quán: Tôi dịch Yesenin Lưu trữ ngày 8 tháng 10 năm 2007 tại Wayback Machine